# Cathédrale Notre-Dame de Bayeux
Cette  cathédrale n’est pas la seule cathédrale Notre-Dame.
La cathédrale Notre-Dame de Bayeux est un édifice catholique de style essentiellement roman et gothique normand, qui se dresse sur le territoire de la commune française de Bayeux dans le département du Calvados, en région Normandie.
La cathédrale, qui est le siège du diocèse de Bayeux et Lisieux, est classée aux monuments historiques. Elle fait partie d'un ensemble épiscopal remarquablement préservé. Elle a conservé pendant plusieurs siècles la tapisserie de Bayeux.

## Localisation
La cathédrale Notre-Dame est située à Bayeux, dans le département français du  Calvados. Elle occupait avec le cloître et le palais épiscopal le secteur nord du Bayeux médiéval, incluse dans l'enceinte urbaine.

## Historique

### Le groupe cathédral
Nous ignorons tout de l'aspect exact des constructions épiscopales préromanes à Bayeux. Le groupe cathédral est implanté au cœur de la cité, au même titre que le forum dans la ville gallo-romaine d'Augustodurum. Selon la tradition, le premier évêque de Bayeux Exupère y fonde au IVe siècle un quartier ecclésiastique dans lequel se dresseront trois églises, à l'angle sud-est de la cité : l'une est devenue l'actuelle cathédrale ; la deuxième, dédiée à saint Étienne, a subsisté au chevet de la cathédrale jusqu'au XVIIe siècle ; la troisième, Saint-Sauveur, a donné son nom à la paroisse. La Vita de saint Regnobert, évêque de Bayeux au VIIe siècle, indique que le groupe cathédral du haut Moyen Âge comporte les deux églises dédiées à saint Étienne et à Notre-Dame.
Autour de la cathédrale, les fouilles du XIXe siècle et celles de Florence Delacampagne ont mis au jour les vestiges de bâtiments gallo-romains et ceux des remparts de la cité, près du chevet.

### Période romane
La cathédrale carolingienne est détruite par les Vikings et un nouvel édifice est encore incendié en 1046. Hugues II de Bayeux (1015-1049) décide la reconstruction de la cathédrale. Elle est terminée par son successeur Odon de Conteville (1049-1097), demi-frère du duc Guillaume le Bâtard et qui profite des retombées économiques de la conquête normande de l'Angleterre pour mener rapidement ce chantier. Les dates extrêmes de sa construction sont, selon Jean Vallery-Radot, comprises entre 1040 et 1080. Elle est dédicacée le 14 juillet 1077, par l'archevêque de Rouen, Jean d'Ivry, en présence d'Odon, du duc-roi Guillaume et de Mathilde, son épouse, peut-être à l'occasion de la remise et de la première exposition de la tapisserie de Bayeux.
La nef était flanquée de bas-côtés surmontés de tribunes. Elle possédait également une tour-lanterne. .
Les éléments romans primitifs du XIe siècle encore visibles de nos jours sont formés de la crypte (1050-1060) et des tours du massif occidental (vers 1070-1090). La crypte est constituée de trois vaisseaux voûtés d'arêtes retombant sur des chapiteaux principalement ornés de feuilles d'acanthe. Sont également conservés dans la crypte deux chapiteaux du XIe siècle provenant de la croisée du transept et mis au jour à l'occasion des travaux de restauration de la tour centrale. Ils font partie des plus remarquables chapiteaux historiés normands d'époque ducale (1060-1070). Les autres éléments décoratifs, notamment les fresques, datent du XVe siècle.
Le massif occidental d'origine est désormais sous-jacent aux adjonctions d'époque gothique. C'est au rez-de-chaussée des tours que l'on perçoit le mieux les particularités de l'architecture romane normande primitive. Le voûtement du rez-de-chaussée de la tour sud, formé d'un classique berceau renforcé d'un arc doubleau, diffère notablement de celui de la tour nord, presque hémisphérique et renforcé de deux arcs doubleaux se croisant perpendiculairement.
Dès le début du XIIe siècle, à la suite de l'incendie de l'édifice en 1105, lors du siège de la ville par Henri Beauclerc, sont entrepris d'importants travaux qui toucheront progressivement toutes les parties de l'édifice et se prolongeront jusqu'à la fin du XVe siècle par le couronnement de la tour centrale.
Les travaux de reconstruction semblent avoir été entrepris aussitôt par Richard de Douvres, grâce au roi d'Angleterre, selon Guillaume de Malmesbury. La cathédrale est à nouveau incendiée en 1160. Les travaux reprennent à la fin de l'épiscopat de Philippe d'Harcourt et se poursuivent sous Henri de Pardieu.
Le chantier débute vers 1120-1130 par la reprise des parties basses de la nef, typiques du roman normand. Appartient à ce cycle le décor des grandes arcades en plein cintre constitué de motifs géométriques agrémentés de masques fantastiques. Au-dessus, la paroi murale est composée d'un vaste tapis de motifs géométriques avec, dans les écoinçons, un ensemble de bas-reliefs historiés qui trouvent d'évidents parallèles dans les motifs des scriptoria contemporains du sud de l'Angleterre.

### Période gothique

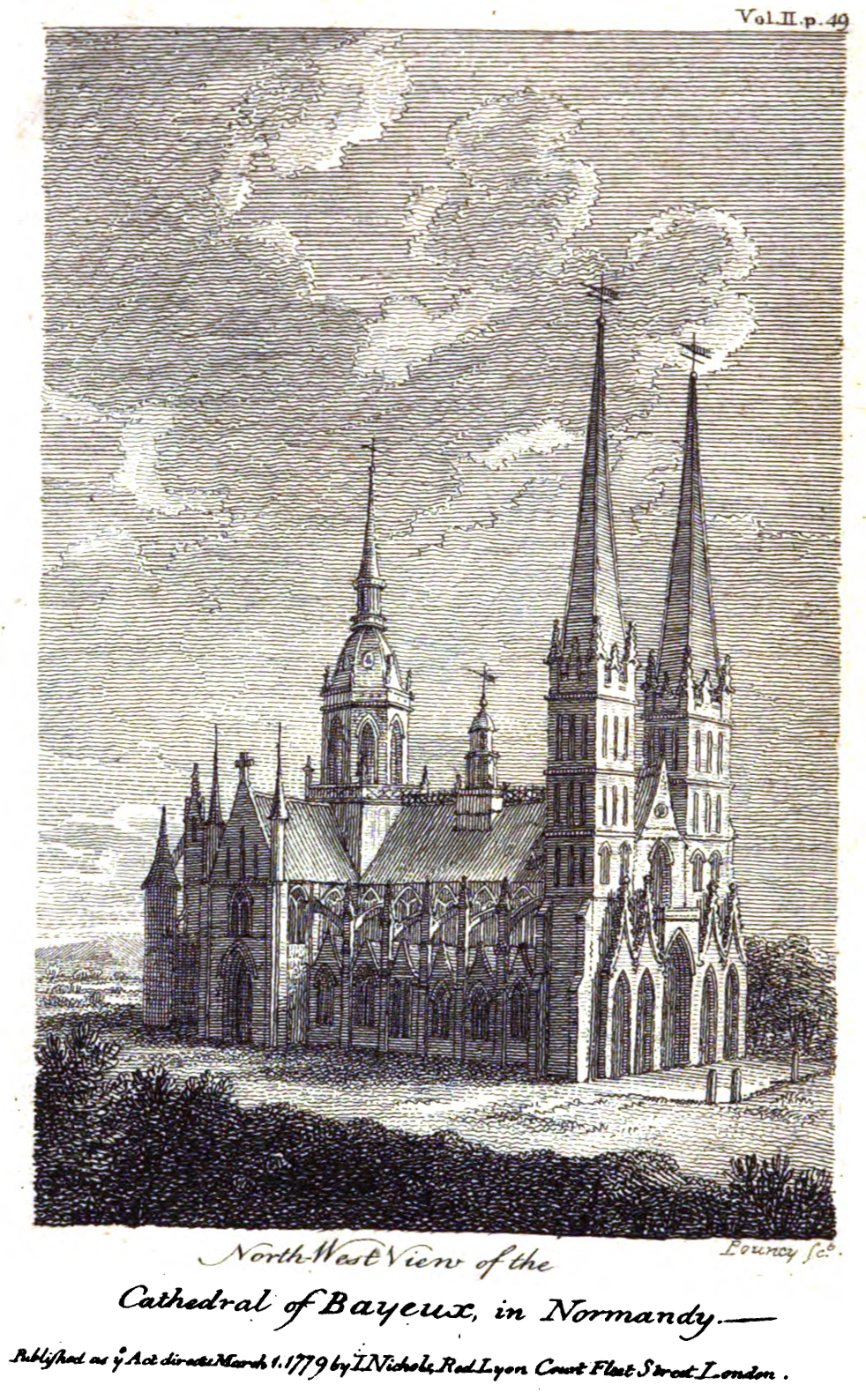
Dessin représentant la cathédrale en 1779.

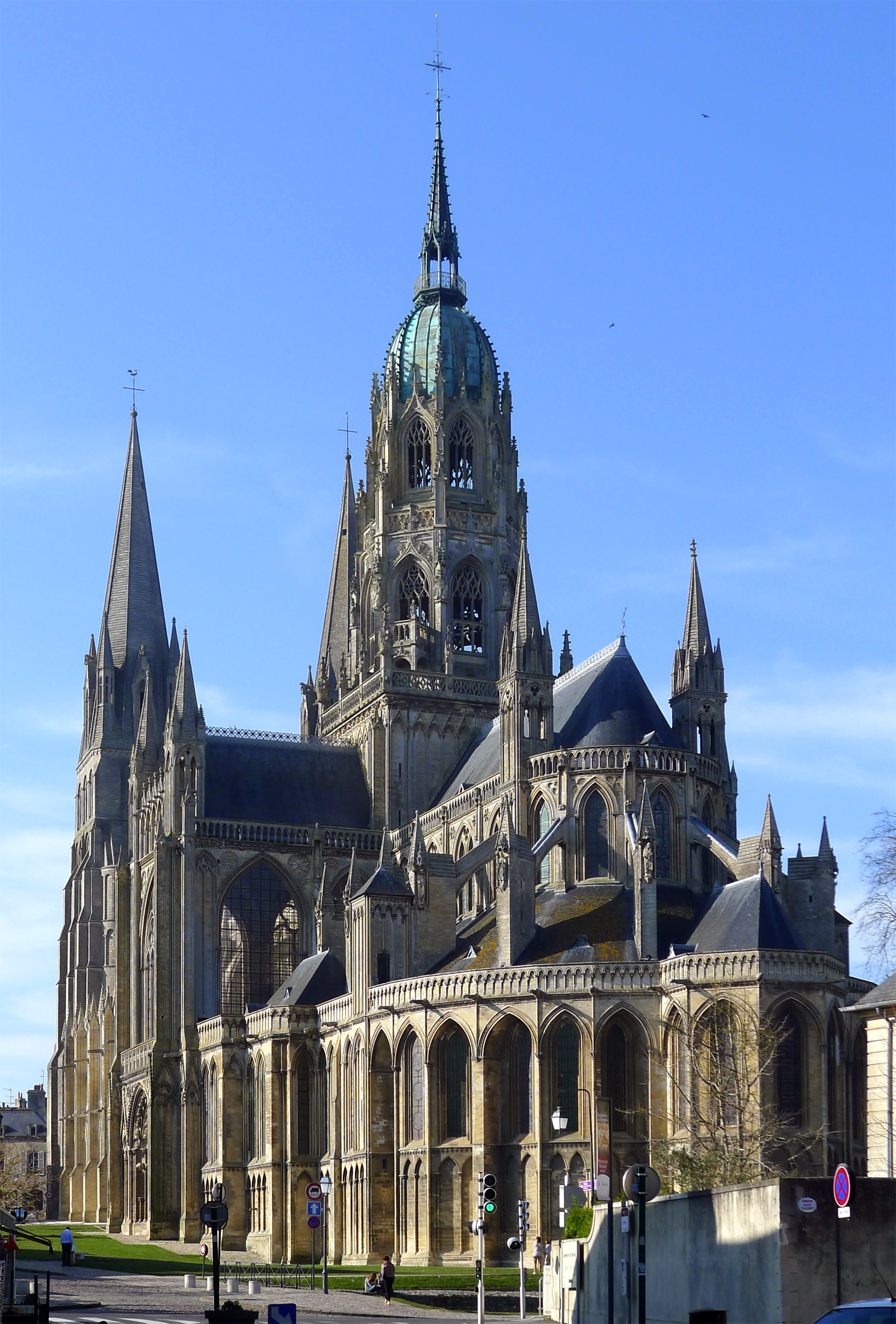
Chevet de la cathédrale Notre-Dame de Bayeux.

Le chantier gothique débute par les bas-côtés de la nef vers 1180 dans un style directement emprunté à l'Île-de-France. Les murs extérieurs sont éliminés un siècle plus tard pour l'édification progressive des chapelles latérales (vers 1280-1350), entre les anciens contreforts.
Le chœur gothique réédifié en 1220/1228 est remarquable pour ses éléments typiquement normands : arcs brisés très aigus, profusion des colonnes et colonnettes, richesse du décor constitué de médaillons, rosaces ou quadrilobes ajourés dans les écoinçons, un vaste triforium remplaçant les tribunes au détriment des fenêtres hautes. Commencé par Robert des Ablèges, il est poursuivi par Thomas de Fréauville et achevé par Guy, enterré dans le nouveau chœur. La dendrochronologie situe la période entre 1224 et 1228.
Vers 1245-1255 on assiste à la reprise des parties hautes de la nef, dans un parti-pris différent avec suppression du triforium au bénéfice de vastes baies. C'est la première réalisation du style rayonnant en Normandie. Enfin, le transept reçoit sa nouvelle charpente en 1226 pour le croisillon sud et 1250 au nord, mais le décor n'est réalisé que dans la seconde moitié du XIIIe siècle.
Parmi les éléments gothiques remarquables de la cathédrale de Bayeux figurent également la salle du chapitre avec son labyrinthe pavé et la salle du Trésor qui conserve un mobilier remarquable (coffret d'ivoire du XIe siècle, chasuble dite de saint Regnobert du XIIe siècle, armoire reliquaire du XIIIe siècle, siège épiscopal du XIVe siècle) dont l'accès est possible sous certaines conditions.
Le chantier gothique ne se limite pas aux espaces intérieurs de la cathédrale comme le prouve son aspect extérieur notamment sa façade occidentale qui comprend le couronnement des tours romanes par des flèches et le rhabillage de la façade en style gothique ornée de cinq porches, le portail du transept sud dit « du doyen » et naturellement sa tour centrale. Commencée dans la première moitié du XIVe siècle, elle subit la foudre en 1425. Nicolas Habart commence sa restauration mais le chantier n'est repris que sous Louis d'Harcourt qui finance intégralement les 4 092 livres nécessaires à sa réalisation (1477-1479).

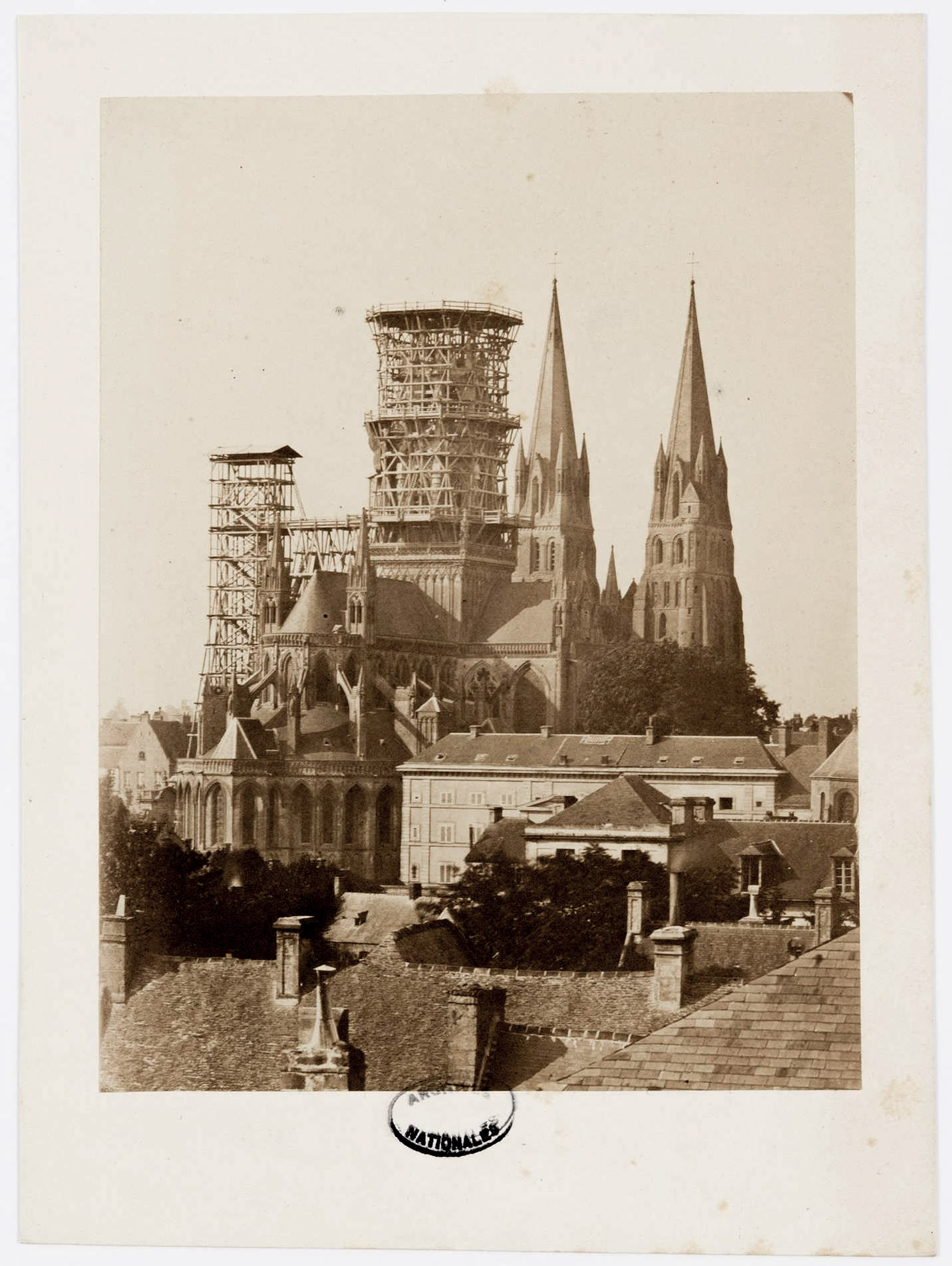
Travaux de couronnement de la tour centrale de la cathédrale (1865).

Jouxtant l'édifice sur son flanc nord, se déploie un espace dévolu au clergé de la cathédrale, au centre duquel s'élève la bibliothèque du chapitre, édifice du milieu du XVe siècle qui rassemble encore de nos jours nombre d'ouvrages précieux dans un étonnant aménagement néogothique datant d'époque restauration.

### Guerres de Religion
Dès le déclenchement de la première guerre de Religion (1562-1563), la cathédrale est mise à sac par des calvinistes locaux menés par François de Briqueville (1535-1574), chef militaire du parti protestant en Normandie. Les statues, stalles et orgues sont détruits tout comme les reliques du trésor.

### Aménagements et restaurations depuis leXVesiècle
Un nouveau jubé est construit en 1700. La tour centrale est couronnée d'un dôme de style classique en 1713-1714, œuvre de l'architecte Jacques Moussard. Ces réalisations ont lieu sous l'épiscopat de François de Nesmond.

### Depuis la Révolution
À la Révolution, de nouveaux pillages interviennent en 1790, puis la cathédrale devient un temple de la Raison.
Délaissée par la suite, elle subit de nombreuses détériorations. Des travaux de restauration sont entrepris au XIXe siècle. En 1851 l'architecte Eugène Viollet-le-Duc émet des réserves sur la solidité de certaines parties de l'édifice : le jubé doit être détruit selon lui et des travaux d'étayage sont entamés. Viollet-le-Duc souhaite raser la tour centrale qui menace de s’effondrer, alors que les Bayeusains veulent la sauvegarder. Le dôme classique est démonté mais le reste est finalement conservé grâce à l'ingénieur Eugène Flachat, par une reprise en sous-œuvre sous la direction des architectes Henri de Dion et Louis Lasvignes (enterrement de tubes en fer rempli de béton dans les fondations puis reconstruction des piliers en pierre d'Aubigny),. De 1865 à 1868, elle est recouverte d'un étage octogonal, d'un dôme de cuivre et d'une courte flèche par l'architecte diocésain Gabriel Crétin.

Plans du XIXe siècle
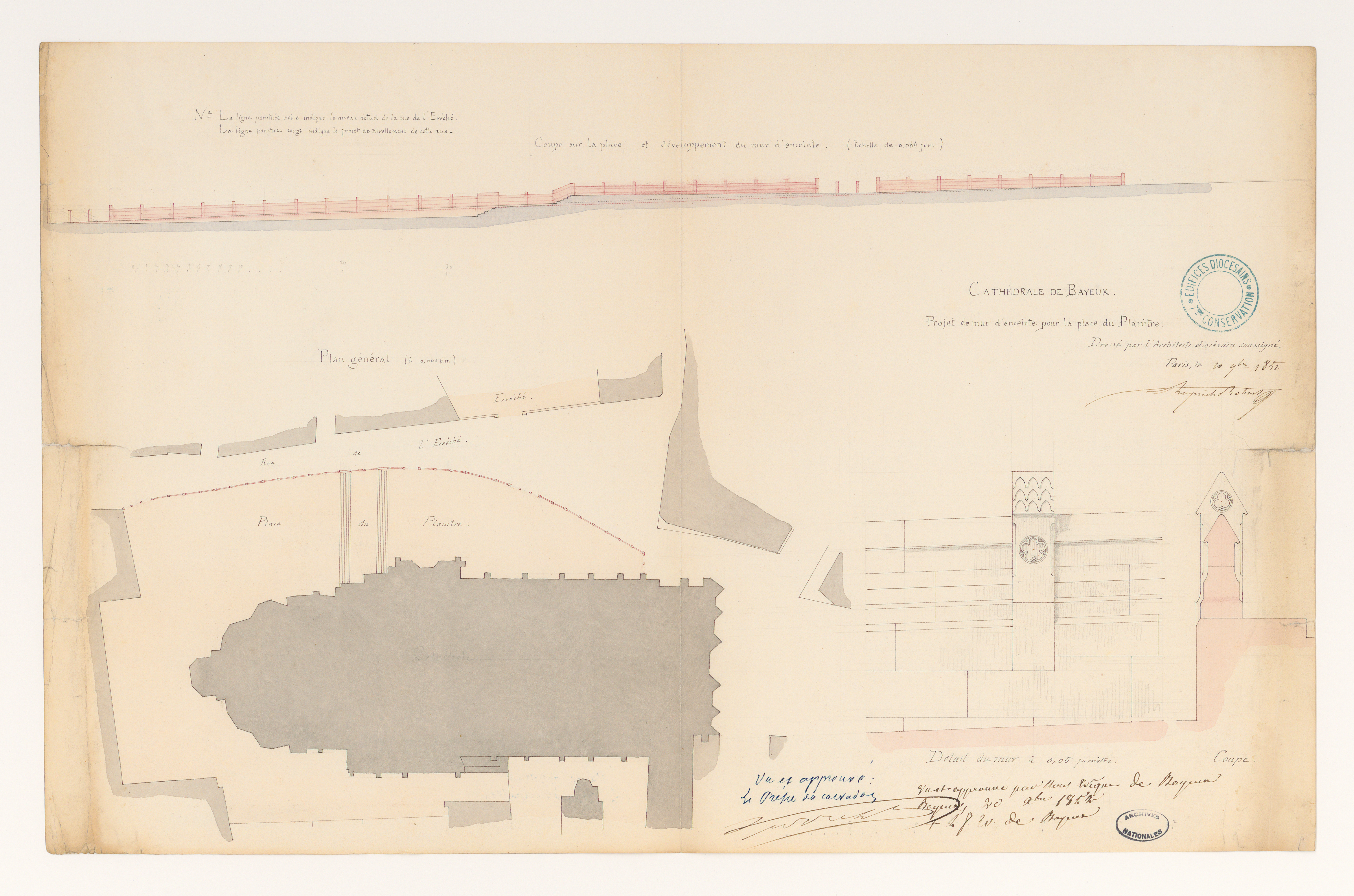
La cathédrale de Bayeux, par Ruprich-Robert (1852).
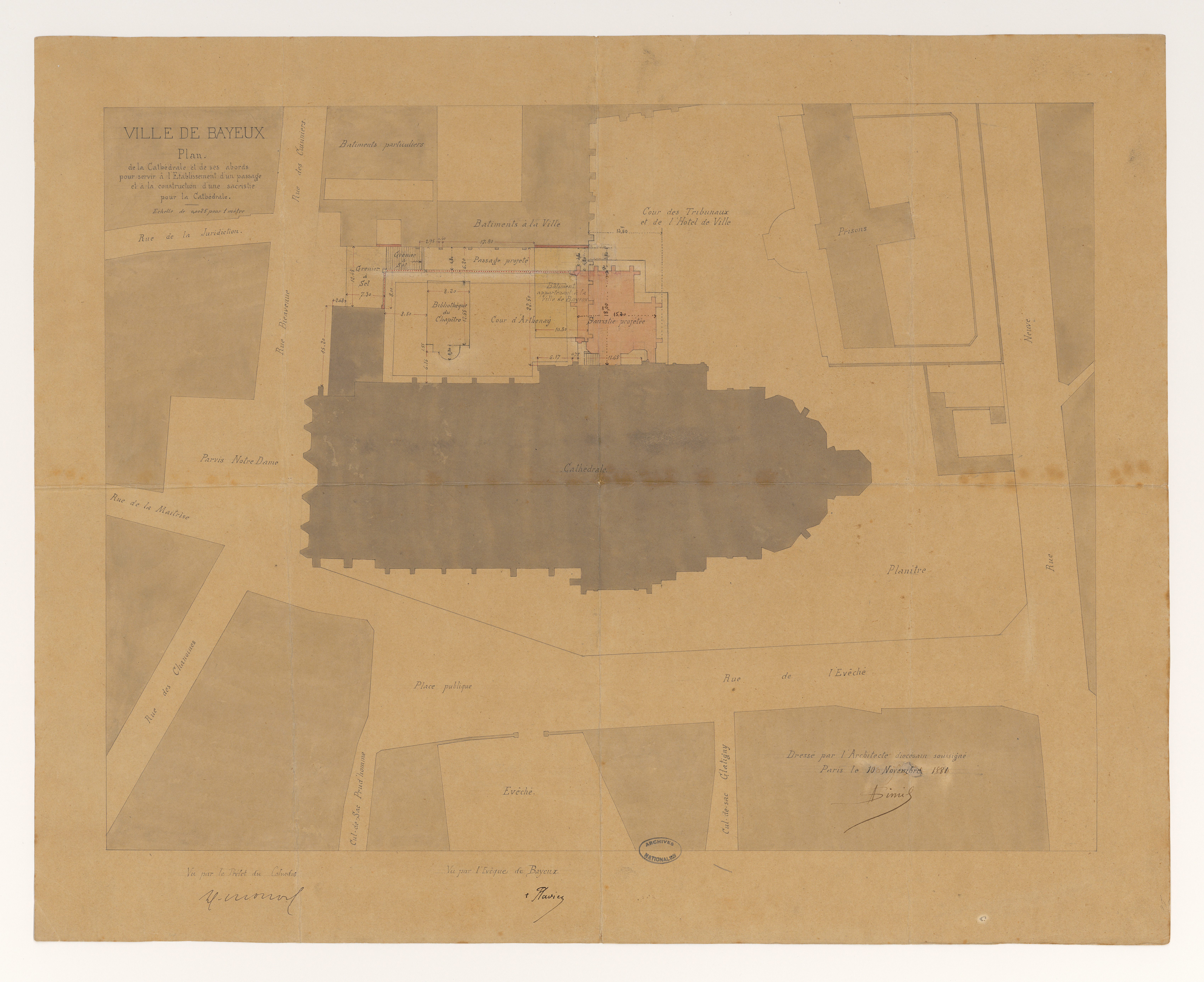
La cathédrale de Bayeux et ses abords, par A. Simil (1881).
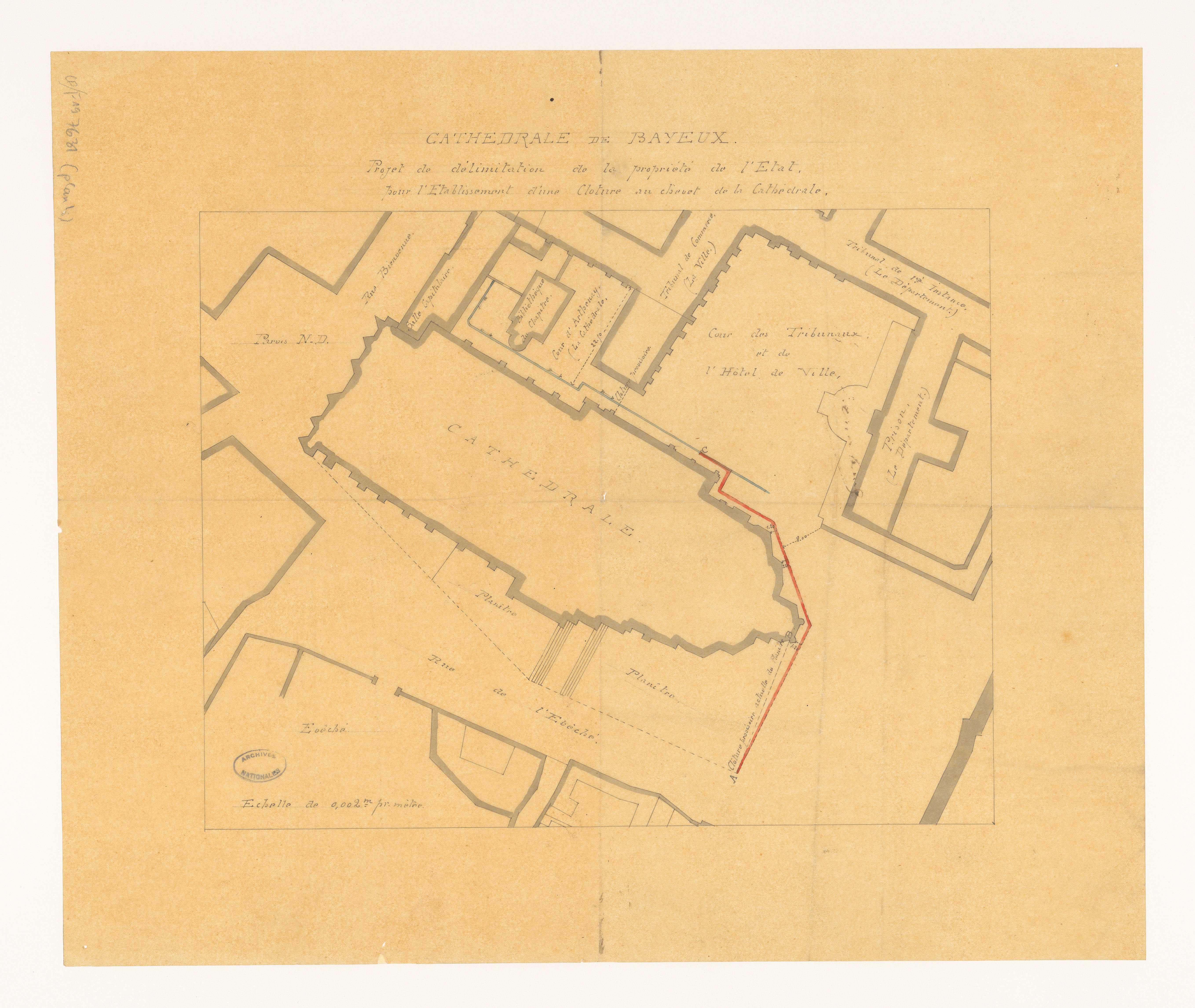
La cathédrale de Bayeux et ses abords, par A. Simil (1884).

À la suite du concile Vatican II, afin de répondre à la modification du culte, un aménagement provisoire en bois est créé à la croisée du transept. C'est après trois projets avortés depuis les années 1990 que durant l'année 2019, l'aménagement définitif est réalisé sous la direction de Cyril Boucaud, architecte du patrimoine parisien. D'un coût de 400 000 euros entièrement pris en charge par le diocèse de Bayeux-Lisieux, il comprend, afin d'assurer une meilleure visibilité pour les fidèles, un relèvement du sol avec la création d'un emmarchement en pierre, le nouvel aménagement liturgique comprend un autel, un ambon et une cathèdre en pierre de Caen, réalisés par l'entreprise Lefèvre, avec une décoration réalisée par Sophie Kliszowski, doreur-ornemaniste.
La DRAC de Normandie, avec le soutien de la commande publique du ministère de la Culture, a lancé une commande pour la création de nouveaux vitraux dans le transept. Ceux-ci avaient subis une réparation de fortune à la suite de la tempête de 1760. De nouveaux vitraux ont commencés à être installés en 2019, et ce jusqu'en 2025, œuvres de Véronique Joumard avec la collaboration de l'atelier Franz Mayer de Munich. Les vitraux se composeront de prismes et verres dichroïques, sur une surface totale de 240 m2,.

## Description
La cathédrale est édifiée en pierre de Creully d'âge bathonien, qui est un calcaire oolithique d'un blanc grisâtre à beige. Les carrières d'Orival, de Creully et de Neufville ont été exploitées depuis au moins le XIe siècle pour extraire cette roche car dans le Bessin la pierre de Caen n'est plus présente. Pour parfaire au manque de cette pierre locale, les chantiers de restauration utilisent la pierre de Caen, roche biopelmicrite de couleur blanc crème, qui offre l'aspect d'une surface lisse.

### Dimensions

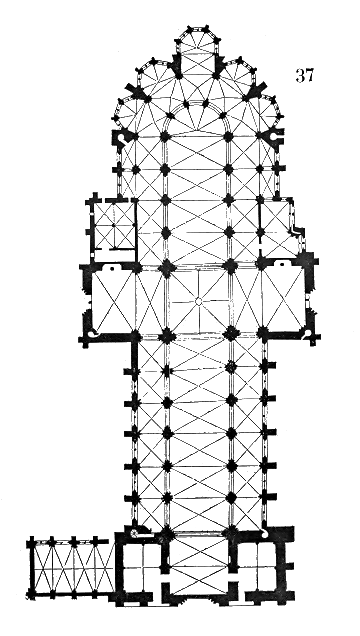
Plan de la cathédrale de Bayeux, 1856.

| Longueur totale                              | 102 m   |
| Largeur de la nef                            | 10 m    |
| Largeur des collatéraux                      | 5 m     |
| Largeur des chapelles des bas-côtés          | 5 m     |
| Hauteur sous voûte                           | 23,30 m |
| Longueur du transept                         | 37,60 m |
| Hauteur des flèches de la façade occidentale | 76,60 m |
| Hauteur de la tour de l'horloge              | 74,50 m |

### L'extérieur

#### La façade occidentale

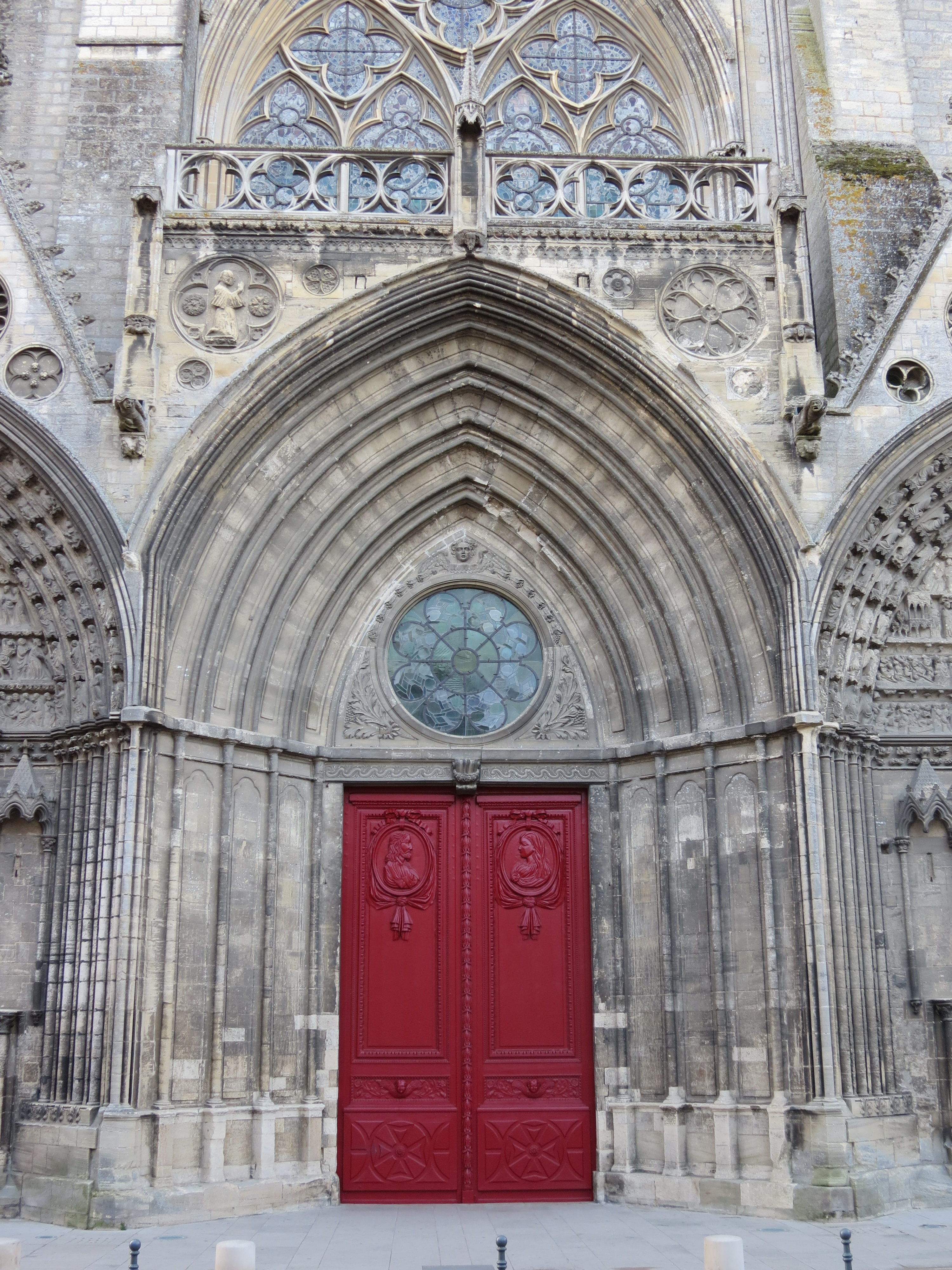
Le portail central.

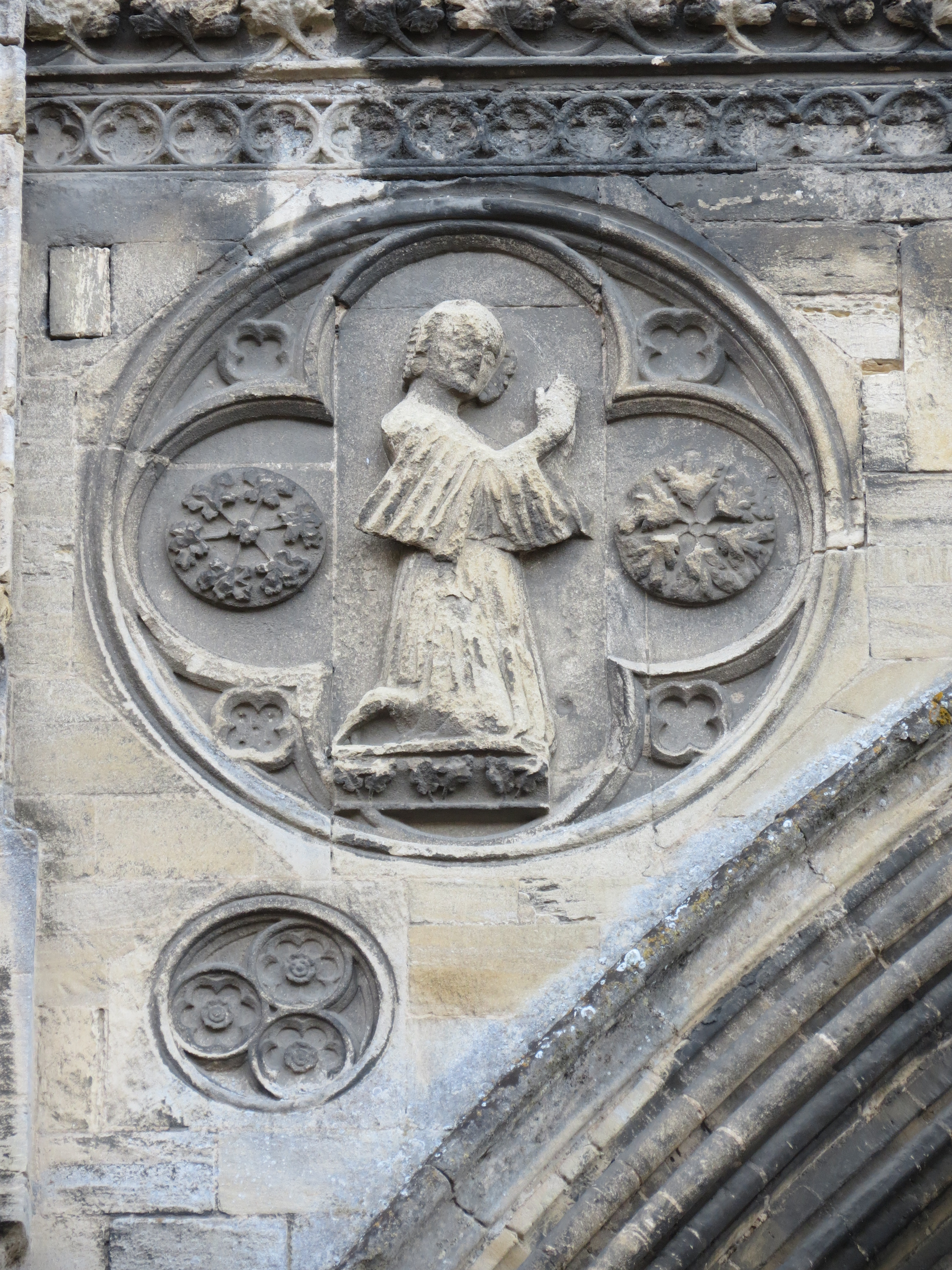
Clerc à genoux, sur l'écoinçon gauche de la balustrade du portail central.

La façade occidentale, qui fait face à une place située au croisement des rues des Cuisiniers, des Chanoines, de la Maîtrise et Lambert-Léonard-Le-Forestier, est encadrée par deux tours romanes avec des fenêtres en plein cintre à la base des flèches gothiques. Elles ont été renforcées par d'épais contreforts à ressauts après l'incendie de 1105. Les deux tours sont flanquées d'une tour d'escalier romane, dont celle du nord est surmontée d'une guérite aménagée par les Anglais durant la guerre de Cent Ans lors de l'occupation de la ville de 1417 à 1450, faisant de cette tour du guet un poste d'observation privilégié.
Le niveau inférieur comprend cinq porches dont seuls les trois du centre correspondent aux portes d'entrée de la cathédrale. Le portail central a été transformé en 1778. Les deux portails latéraux, malgré la perte de leurs grandes statues en 1562, conservent les statues des voussures et leur tympan.
Le tympan du portail nord raconte la Passion du Christ. La scène inférieure évoque la Cène et le lavement des pieds, la scène au-dessus l'arrestation au jardin des oliviers, la flagellation et le portement de croix, la troisième la crucifixion et la dernière représente Dieu le Père en majesté. Celui du portail sud représente le Jugement dernier. Les première et deuxième scènes évoquent les morts sortant de leurs tombeaux. À droite, sous la porte, figure l'enfer avec le diable au centre. La troisième scène voit une procession des élus vers une « Jérusalem céleste ». Sur la dernière scène trône le Christ en majesté, entouré de deux anges et de deux personnages agenouillés.
La représentation de la Cène comporte une erreur : elle compte en effet onze personnages, dont Jésus au centre (auréolé) et dix apôtres autour de lui. Il manque donc deux apôtres (y compris Judas, sorti après le repas seulement, selon les quatre Évangiles).
Une balustrade formée de quadrilobes inscrits dans un cercle surmonte le portail central. L'écoinçon de gauche figure un clerc à genoux, probablement un donateur. Au-dessus s'ouvre une grande fenêtre rayonnante, surmontée d'une galerie avec les statues de dix évêques, disposés deux par deux dans des baies géminées surmontées de gâbles décorés de trilobes et de roses aveugles. Un grand gâble couronne le tout, orné de crochets et décoré de roses aveugles.
Un des contreforts, édifié au début du XIIe siècle pour renforcer la tour sud, est agrémenté d'une inscription funéraire, sans doute d'Isabelle de Douvres, sœur de l'évêque Richard de Douvres.

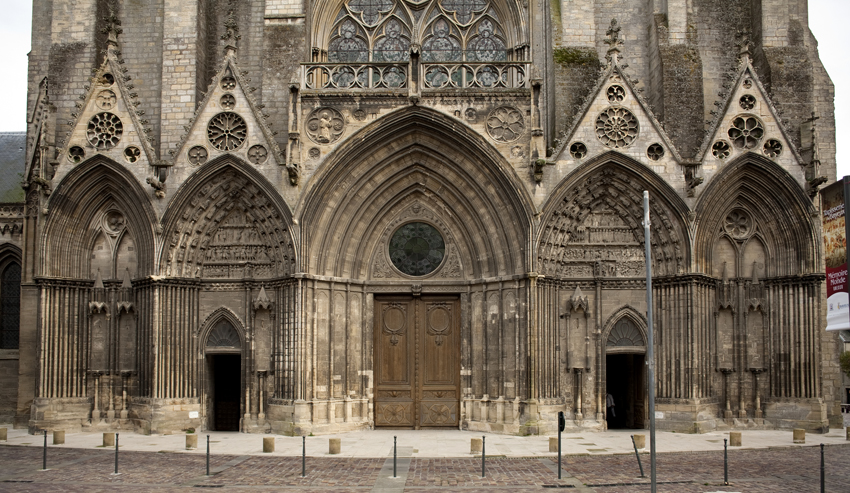
Les cinq portails de la façade occidentale.
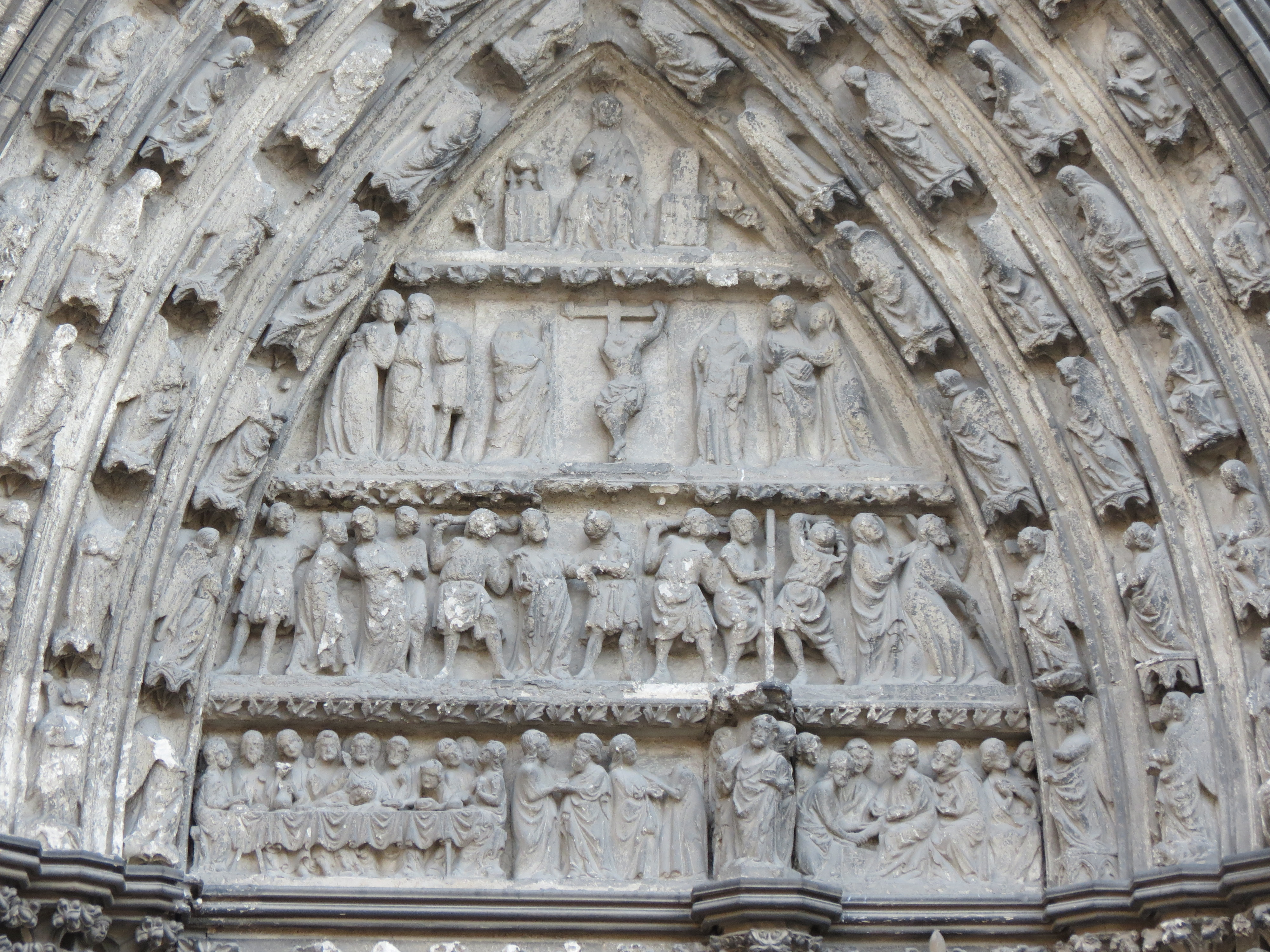
Tympan du portail nord, racontant la Passion du Christ.
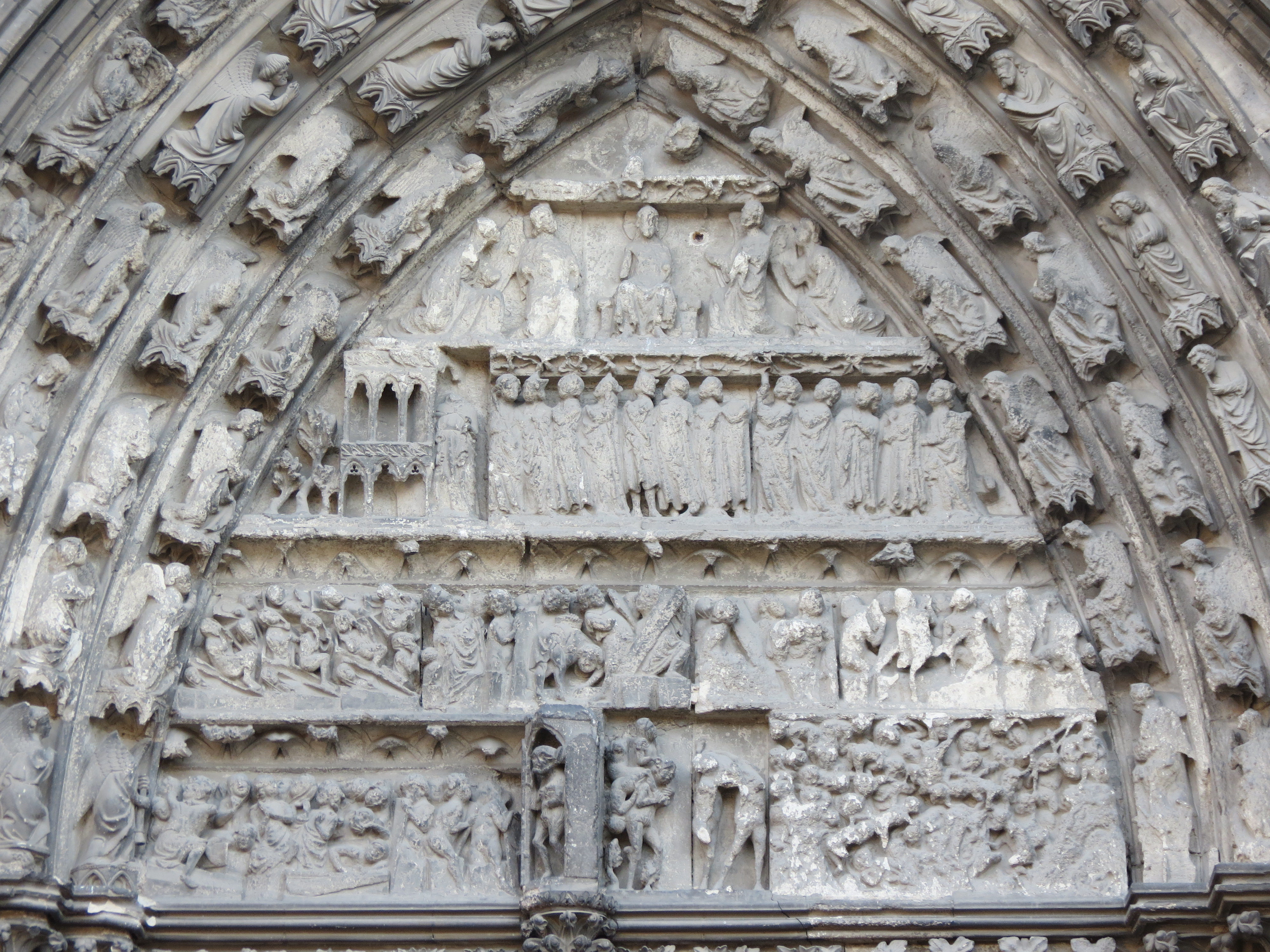
Tympan du portail sud, représentant le Jugement dernier.
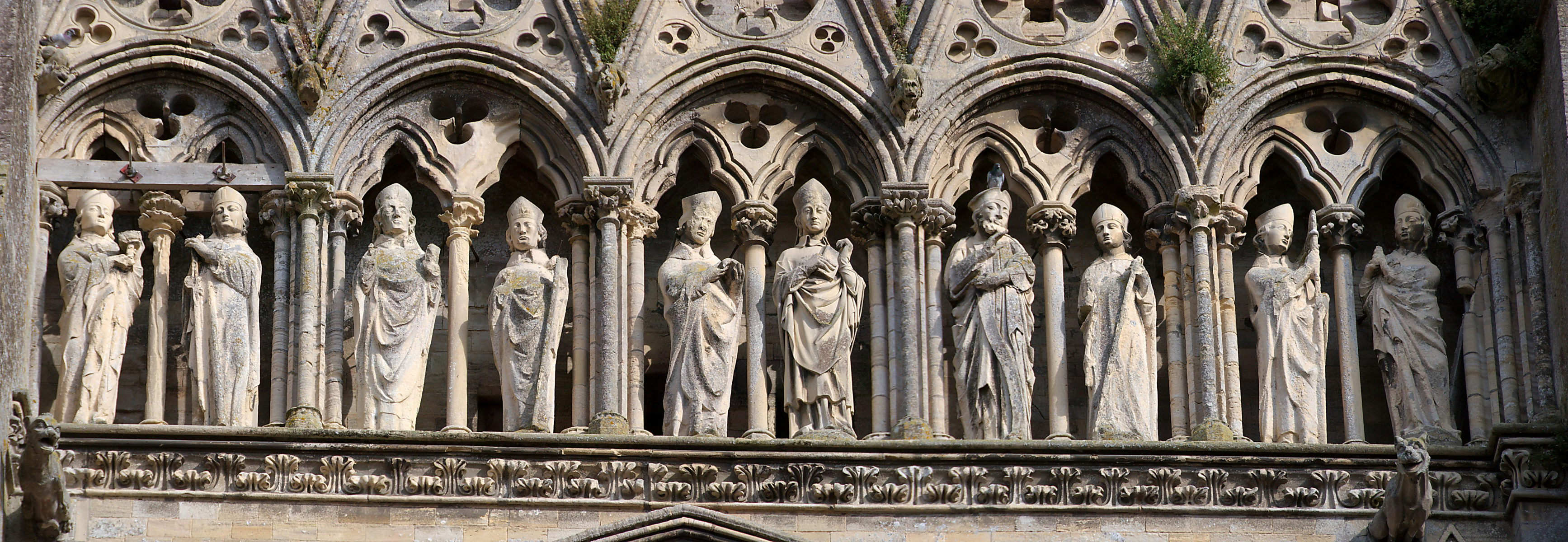
Galerie des évêques.

#### La nef
La nef, dont les grandes arcades en partie basse sont du XIe siècle et du XIIIe siècle en parties hautes, est flanquée d'arcs-boutants à double-volée, la seconde réalisée en même temps que les chapelles latérales.
Le portail latéral est de style gothique primitif. Son porche, qui comprend deux travées, est aligné avec les chapelles latérales. Il s'ouvre par deux arcs séparés par un pilier rond cantonné de colonnettes et permet l'accès aux deux portes surmontées d'un oculus chacune.

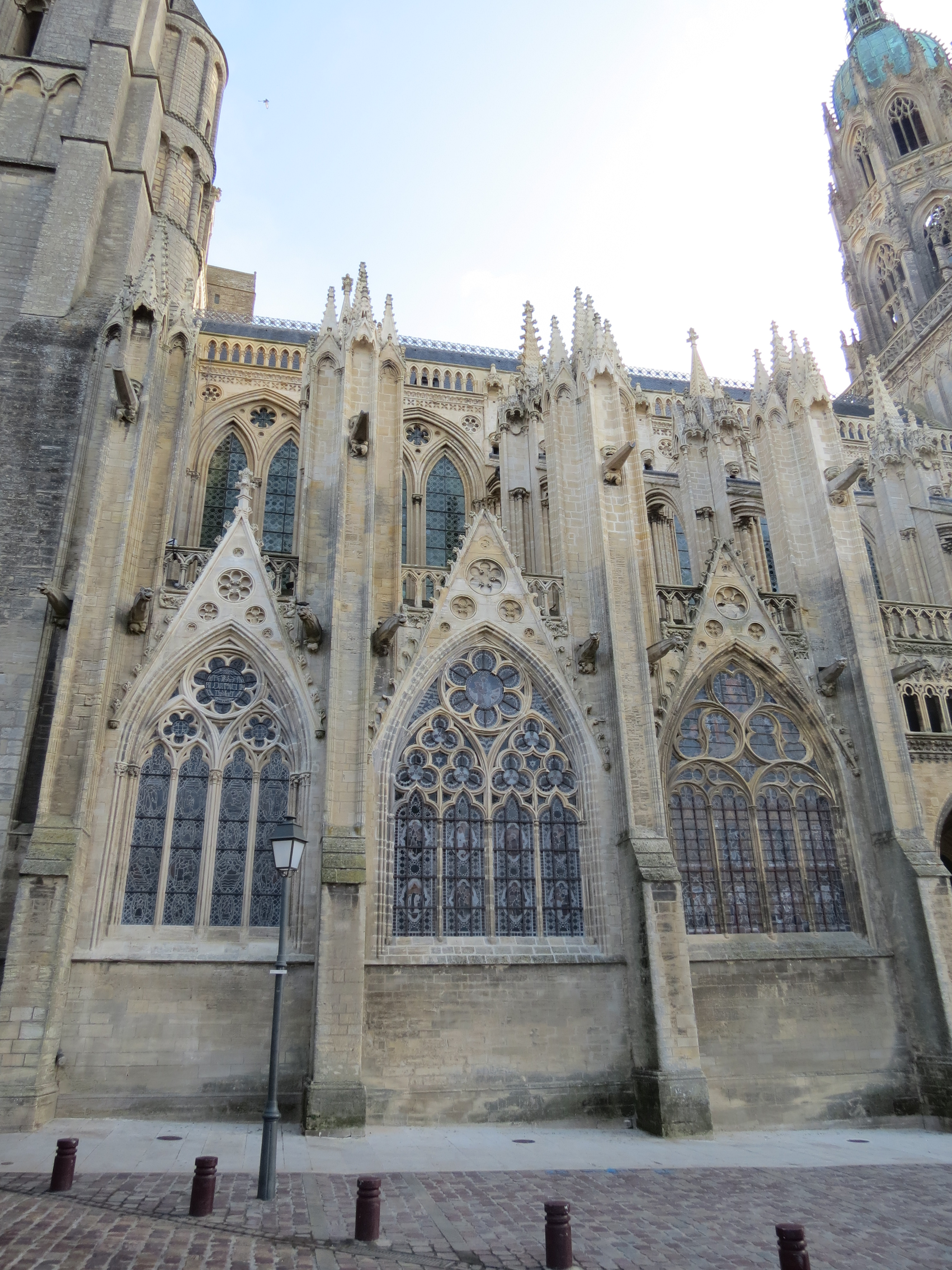
La façade sud des chapelles latérales.
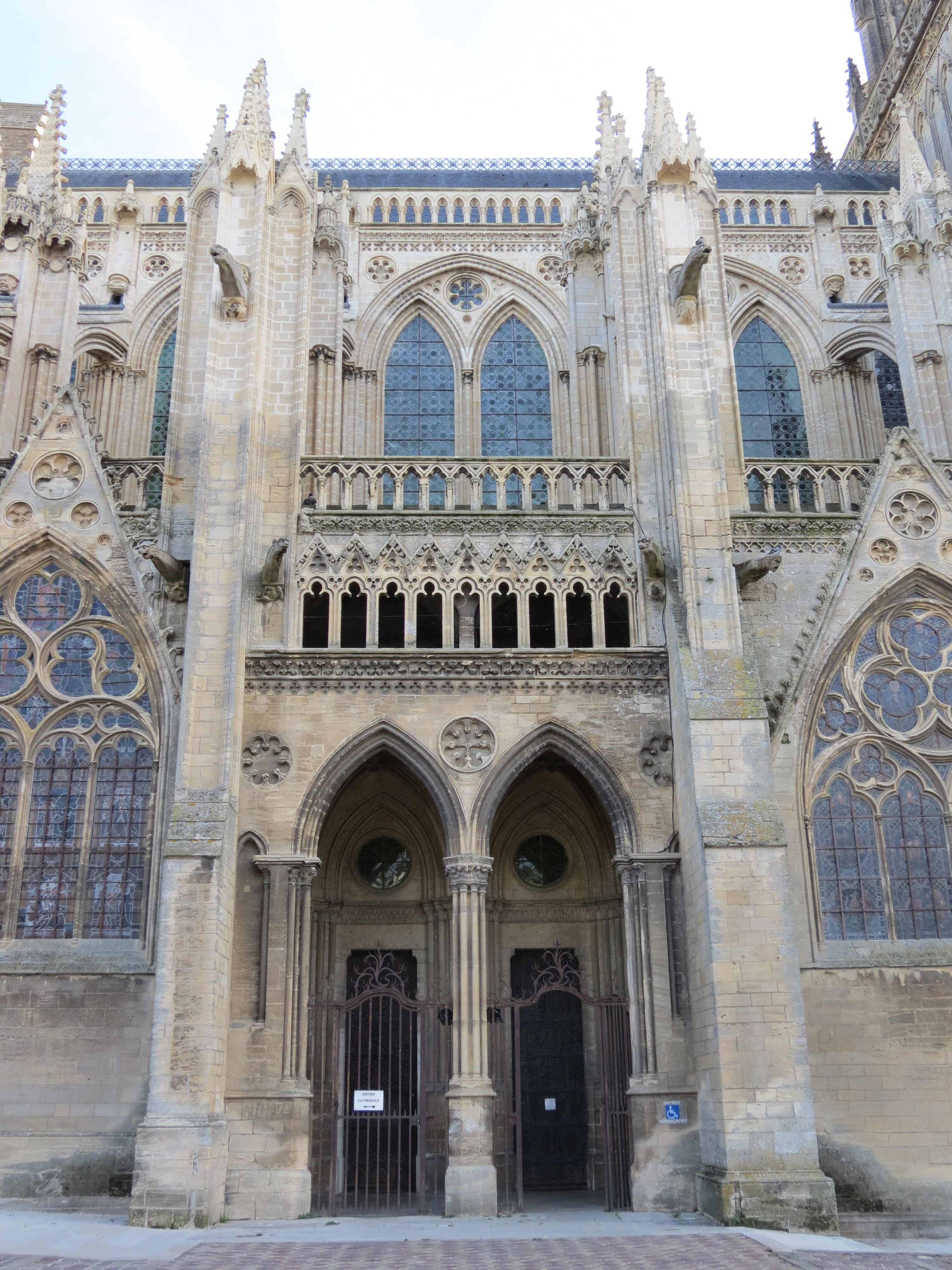
Le portail latéral sud.

#### Le transept
Le transept s'élève sur deux niveaux. Le transept sud est occupé dans sa partie basse par le portail du Doyen ou portail de saint Thomas Becket. Il est entouré d'un décor rayonnant d'arcatures aveugles. Le portail comporte deux portes séparées par un trumeau. Son tympan à trois frises relate l'histoire du saint évêque. Le premier registre raconte l'assemblée de Northampton (1164) qui marque la rupture entre Thomas et le roi d'Angleterre Henri II puis l'assemblée d'Amboise (1170) qui voit la réconciliation des deux hommes. Le deuxième registre montre sa traversée de la Manche sur un navire, sa chevauchée et son martyre. Le troisième registre est une scène de vénération du tombeau. Le portail est surmonté d'une balustrade ajourée et d'une grande fenêtre rayonnante. Le sommet est couronné d'une galerie de cinq arcatures coiffée d'un gâble et encadré par deux tourelles. Ce portail donnait accès à l'hôtel du Doyen situé plus au sud.

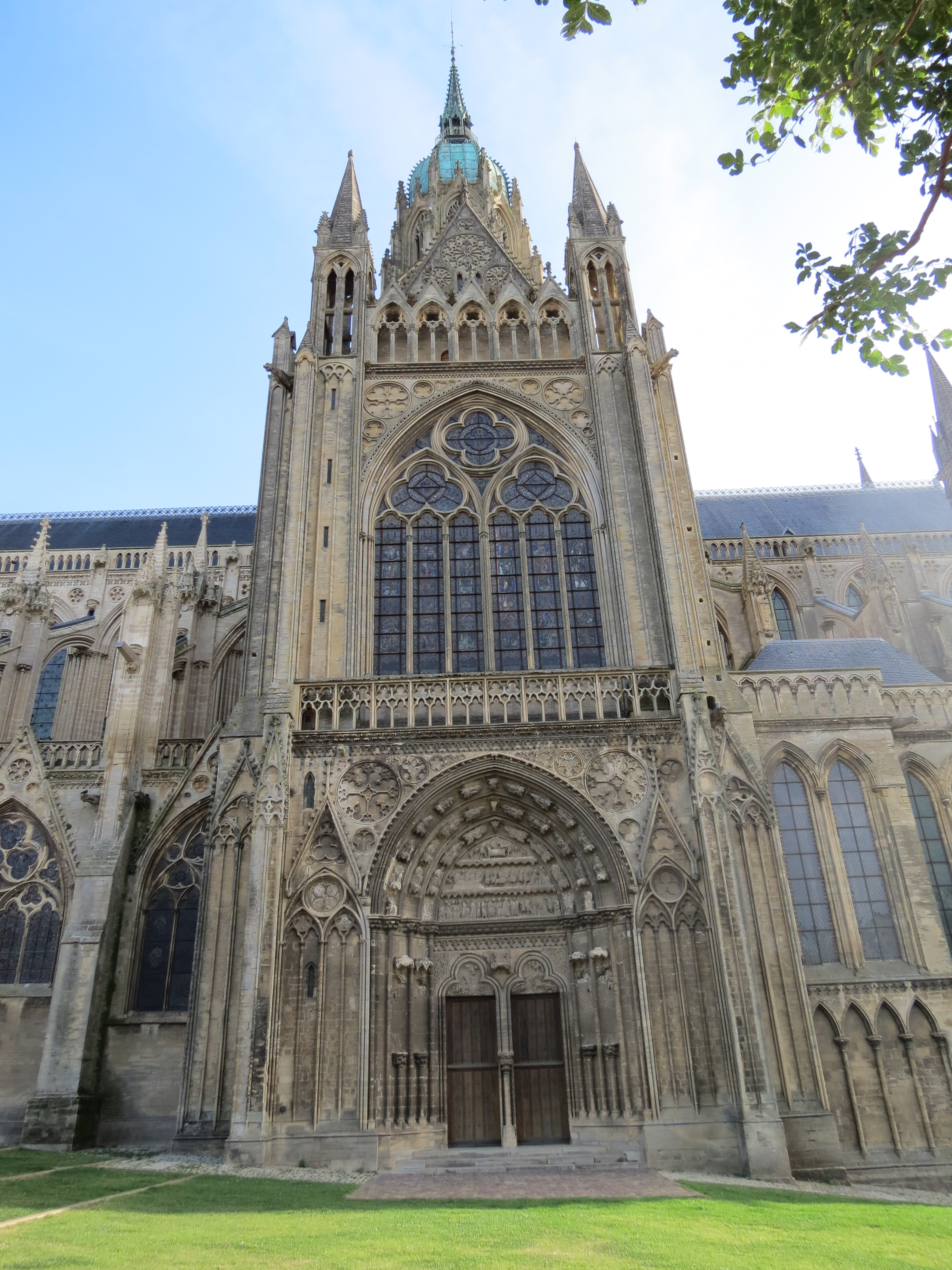
Le transept sud.
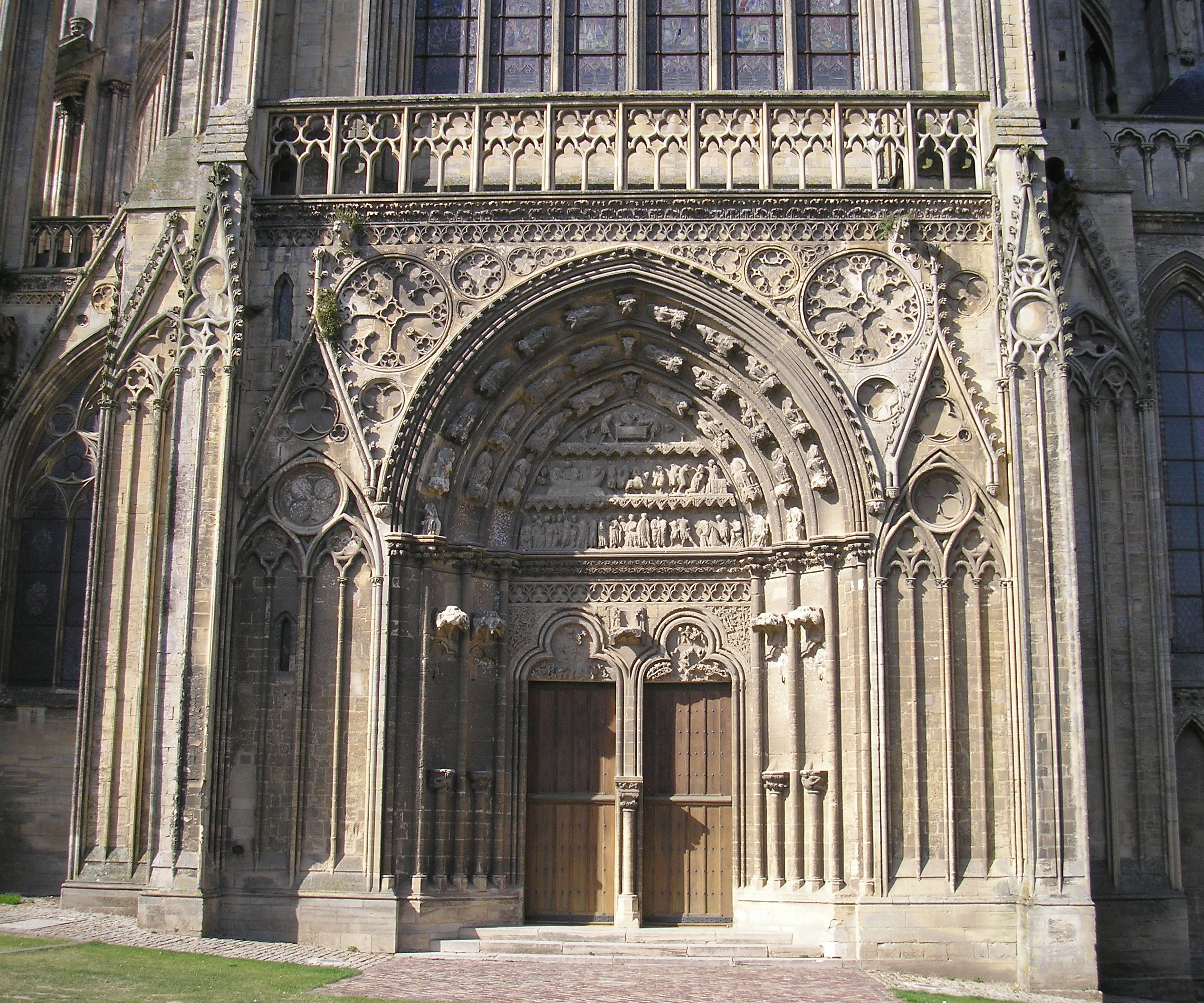
Le portail du Doyen.
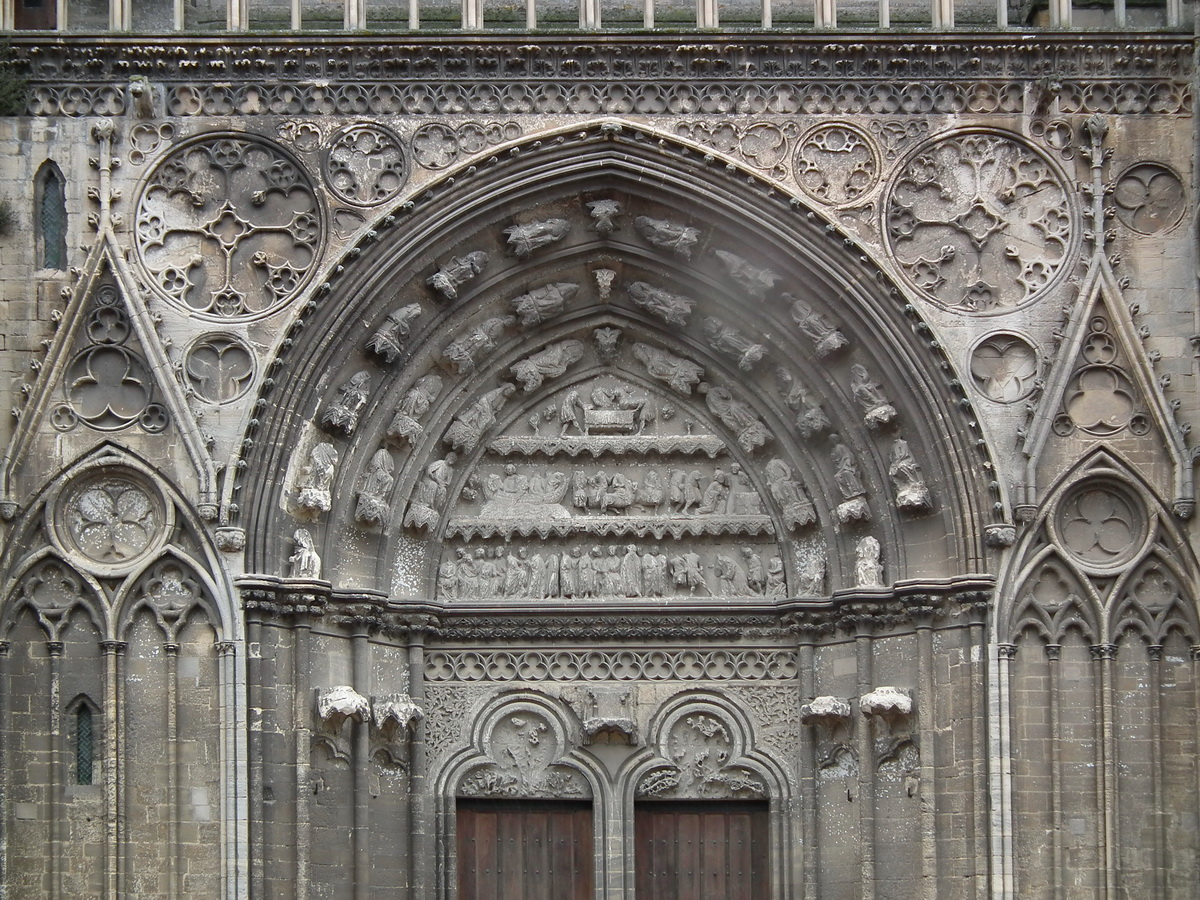
Le tympan du martyre de Thomas Becket.

#### La tour centrale

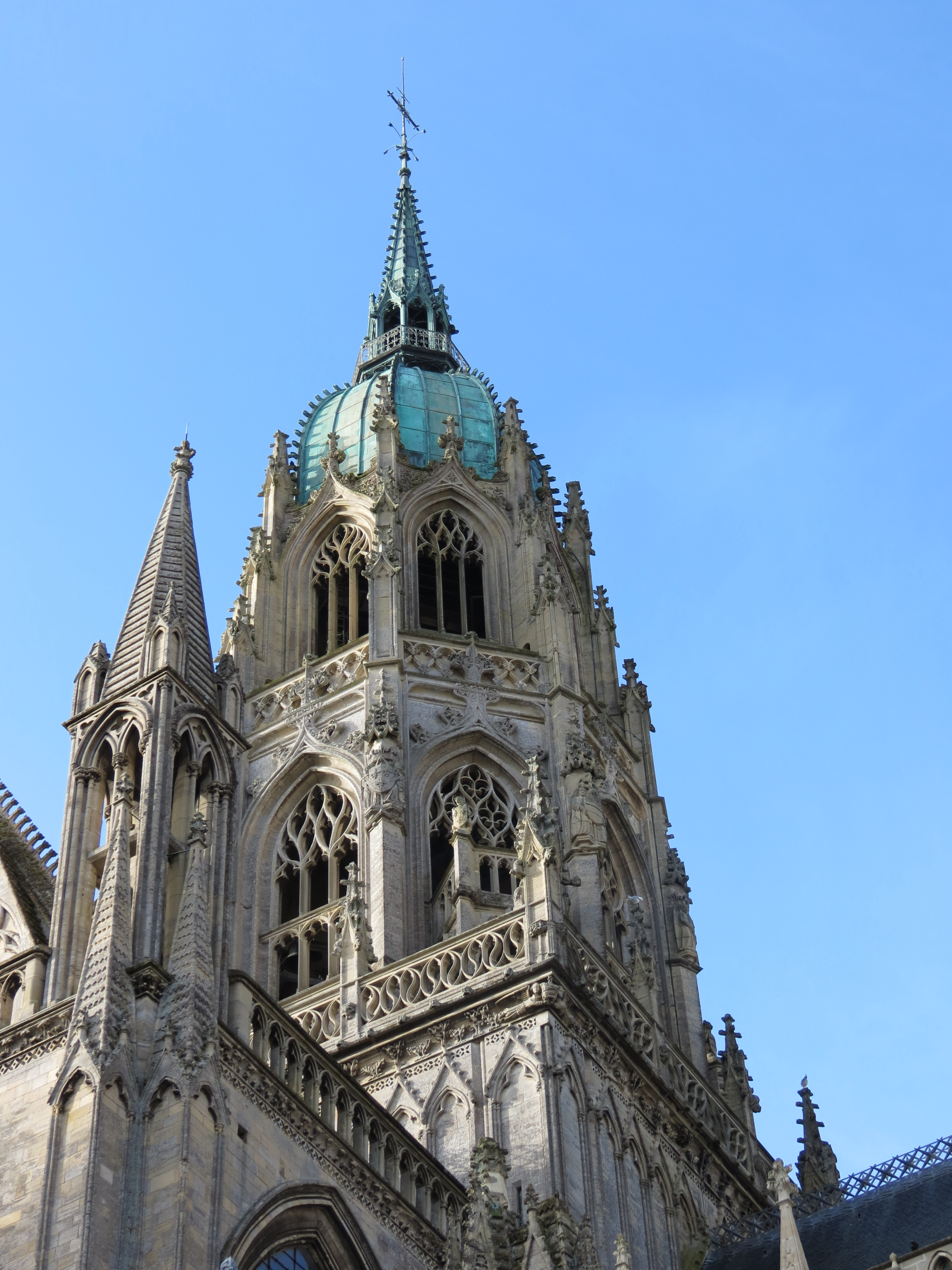
La tour centrale.

De base carrée, elle est décorée d'arcatures aveugles. La balustrade de style flamboyant permet la transition du carré à l'octogone. Ses quatre coins comportent les bustes de prophètes et d'une Vierge à l'Enfant.
Le premier étage (1477-1479) comprend six baies aux remplages flamboyants, restaurées au XIXe siècle par Gabriel Crétin. Il construit en 1866 un deuxième niveau de style néogothique. La tour est couronnée d'un dôme de cuivre surmonté d'une tourelle et d'une flèche.

#### Le chevet
Le chevet dérive de celui de l'abbatiale Saint-Étienne de Caen. Les chapelles rayonnantes, à part la chapelle axiale, sont inscrites dans la construction. Le chœur de style gothique a été construit entre 1220 et 1240. Il présente les caractéristiques du gothique normand comme Saint-Étienne de Caen, Coutances et Sées. La partie supérieure des contreforts des arcs-boutants accueille des statues représentant la Vierge Marie, des évêques et des saints. Elles ont été remplacées au XIXe siècle par des copies.

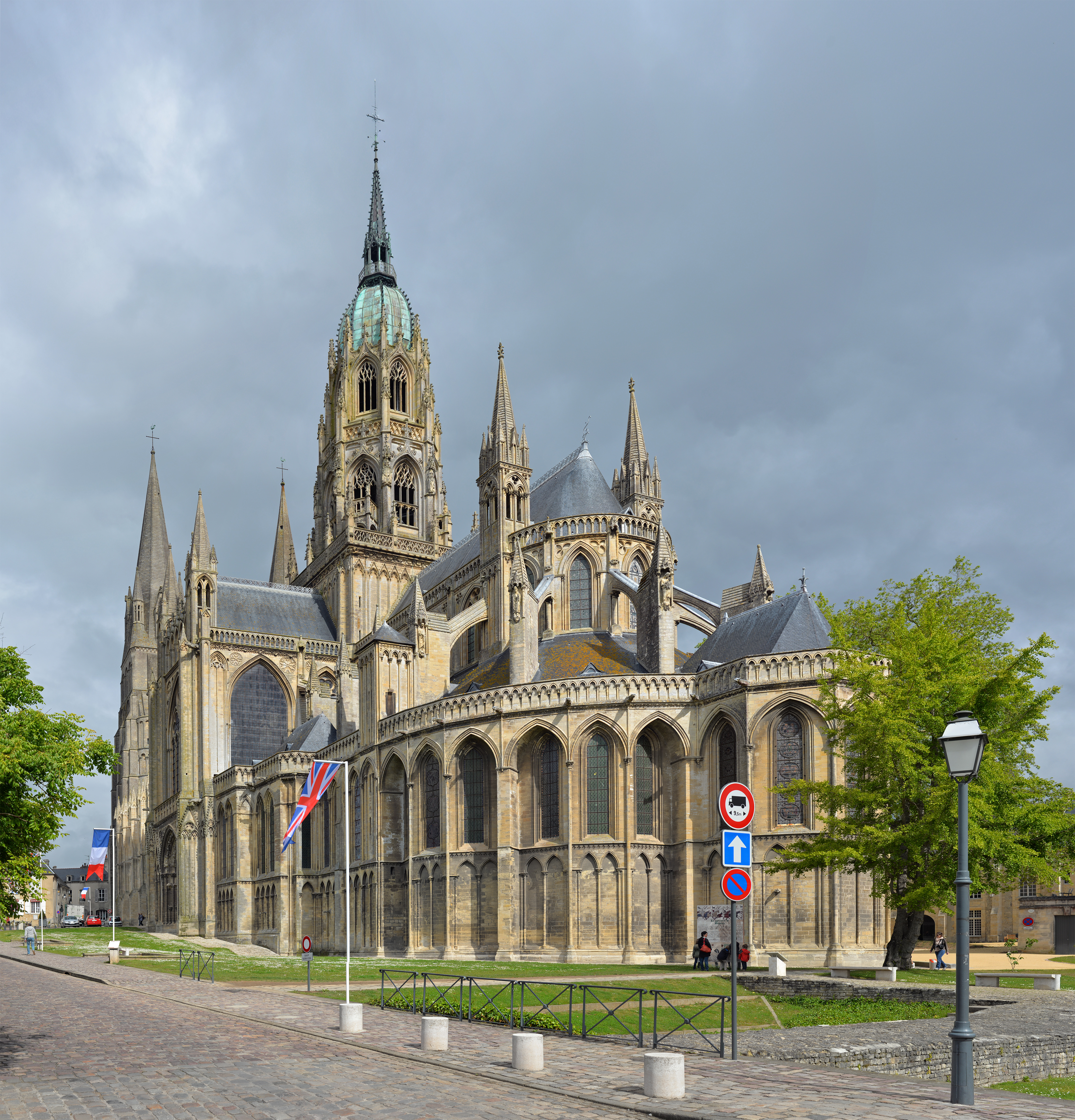
La cathédrale en 2014.
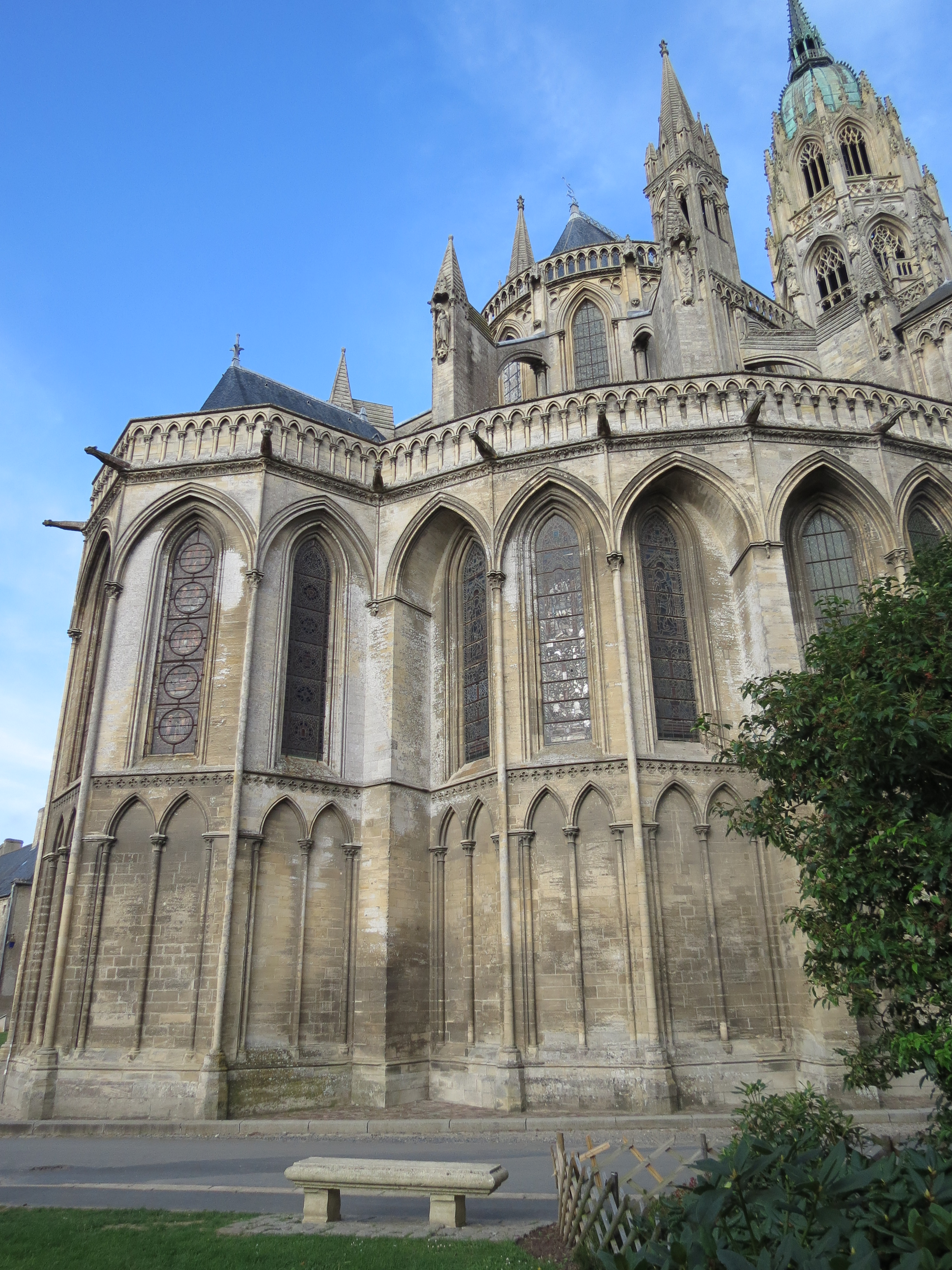
Le chevet avec la chapelle axiale qui émerge.
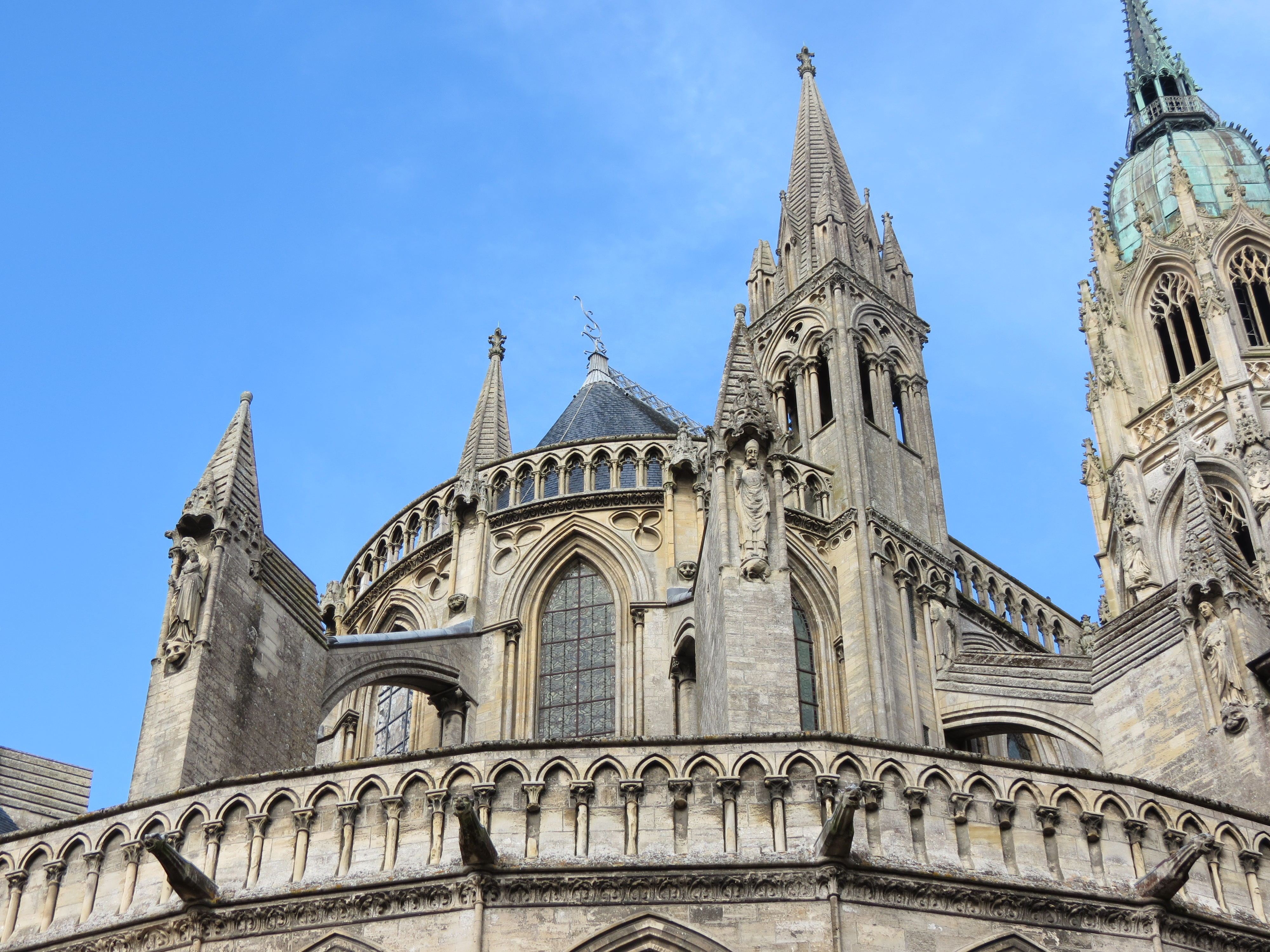
Le chevet et les statues sur les contreforts des arcs-boutants.

#### Constructions accolées
La face nord de la cathédrale est visible depuis le percement du passage Flachat en 1896. La sacristie a été construite en 1900 en style néogothique.

##### Salle du chapitre

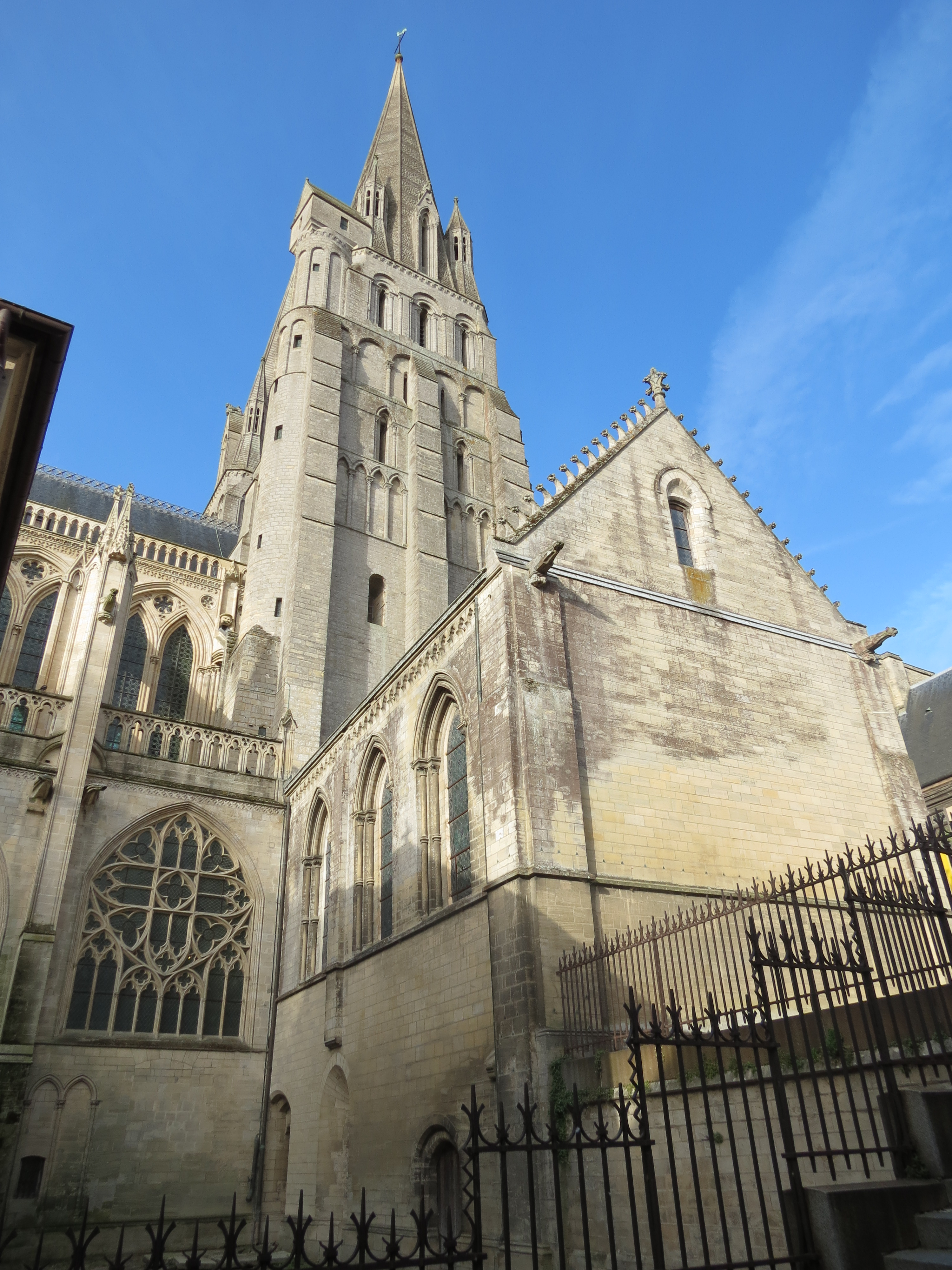
La salle du chapitre à la base de la tour nord, celle-ci présentant ici son angle nord-est avec la cage de l'escalier montant jusqu'à la « maison de guet ».

Situé dans l'actuelle rue du Bienvenu dans le prolongement de la façade principale vers le nord et perpendiculairement à la façade septentrionale de la tour nord où il donne depuis la fin du XIXe siècle sur l'esplanade Flachat, l'édifice de la salle du chapitre (XIIe – XVe siècle), dédoublée dès la deuxième moitié du XIIe siècle, abrite au niveau inférieur une salle sous-capitulaire, qui donnait accès au cloître aujourd'hui disparu. Un intéressant dépôt lapidaire y est exposé.
Le niveau supérieur est occupé par la salle capitulaire dont l'extérieur conserve son aspect gothique primitif. L'intérieur est orné de la remarquable peinture murale du couronnement de la Vierge (XVe siècle) qui représente Marie entourée d'anges avec, à ses pieds, les chanoines en prière. Au centre de la salle, le pavage médiéval est fait de carreaux vernissés (XVe siècle) formant un labyrinthe du chemin de Jérusalem[Quoi ?]. Le mobilier est du XIXe siècle.
Sur la partie supérieure de la tour, l'angle nord-est est flanqué de la cage hors-œuvre d'un l'escalier à vis qui mène à la « maison de guet » perchée au sommet de la tour, au pied de la flèche pyramidale.

##### Bibliothèque du chapitre
La bibliothèque du chapitre de la cathédrale de Bayeux, construite entre 1429 et 1436 à proximité immédiate de la façade nord du lieu de culte s'élève à deux niveaux : le premier abritait le scriptorium, éclairé par quatorze fenêtres simples à meneau, le second la bibliothèque, qui a été réaménagée aux XVIIe et XIXe siècles. Ses baies médiévales ont été remplacées par de grandes fenêtres dans les années 1850. Elle est un monument exceptionnel, un des seuls de ce type restant en France. La bibliothèque du chapitre comprend 5 693 ouvrages imprimés de 1476 à 1953, des manuscrits du chanoine Guérin sur le Moyen-Orient et la Terre sainte, plus de cinq cents mandements et lettres pastorales et vingt-neuf titres de périodiques religieux et historiques des XIXe et XXe siècles.
Cent-quarante ouvrages qui étaient conservés dans le trésor de la cathédrale ont été réintégrés. Parmi eux, un nombre important d'ouvrages liturgiques: missels, rituels, bréviaires et des pontificaux richement enluminés et reliés, exécutés au XIXe siècle pour les évêques de Bayeux. De beaux phylactères rappelant le classement médiéval ornent les murs. Une salle muséographique est ouverte au rez-de-chaussée. Elle permet de comprendre l'histoire et la fonction du bâtiment et de ses belles collections.

### L'intérieur

#### Le narthex

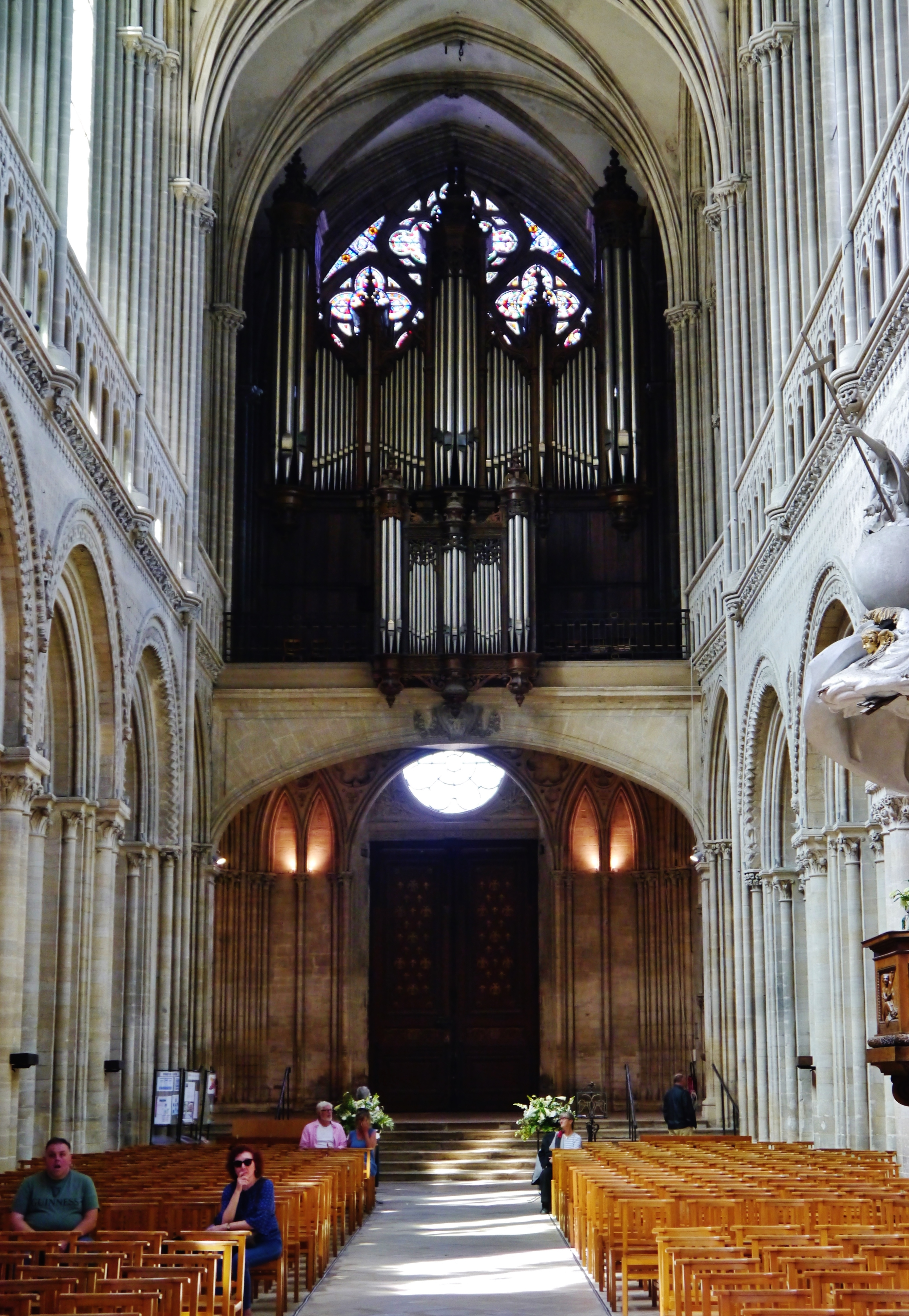
Le narthex vu de la nef.

Le narthex comporte 2 travées, la première est occupée par des arcades géminées aveugles, la seconde par une tribune d'orgue.

#### La nef
La nef comporte deux niveaux : les grandes arcades romanes du niveau inférieur datent du XIIe siècle tandis que le niveau supérieur, de style gothique, est du XIIIe siècle.
Le niveau inférieur est particulièrement remarquable par son décor extrêmement développé ce qui est rare à cette époque. Ce décor pourrait trouver son origine dans les modèles anglais rapportés à la suite d'Henri Ier Beauclerc.
Dans les écoinçons, des arcs en mitre surmontent des reliefs. Ce sont au nord, un montreur de singe, un évêque bénissant, un lion rampant survolé par une chimère, un second évêque bénissant. La dernière arcade est un pastiche du XIXe siècle qui a remplacé en 1857 une arcade gothique. L'écoinçon y représente une vierge à l'enfant.
En face, sur le côté sud, l'écoinçon de la même période est une représentation de la scène vingt-trois de la tapisserie de Bayeux (le serment d'Harold). Les autres écoinçons sont encore du XIIe siècle. Ce sont à partir de la croisée un nouveau lion rampant surmonté par un griffon, des monstres entremêlés, un homme tenant des deux mains les deux pointes de sa longue barbe, un monstre entouré de rinceaux. Sous le lion rampant du côté sud, remarquons l'étrange figurine représentant un homme et une femme enlacés, les amoureux de Bayeux,.
Les grandes arcades sont surmontées par l'unique étage gothique réalisé par l'architecte du milieu du XIIIe siècle. Il est séparé du niveau roman par une frise de quatre-feuilles caractéristiques de l'art gothique normand. Sur le côté gauche de la nef, signalons la tribune de l'orgue médiéval détruit au XVIe.
À la base de l'étage gothique court une balustrade d'arcs trilobés surmontés d'oculi trilobés. Les grandes fenêtres rayonnantes occupent tout l'espace disponible. Chaque travée est éclairée par une baie élancée à deux lancettes qui ouvrent vers l'intérieur par deux arcs géminés sous arc de décharge. Un orage de grêle ayant détruit presque toutes les verrières, les vitraux colorés sont déposées en 1760 et remplacés à l'étage par des verres blancs, sur l'ordre des chanoines soucieux de redonner plus de lumière aux fidèles réunis dans la cathédrale. L'ensemble est d'une grande légèreté et permet un mariage heureux avec le niveau roman et le chœur préexistant avec ses trois niveaux.
Deux niveaux de sept marches d'escalier à descendre entre le narthex et la nef, et entre la nef et le transept, marquent la dénivellation du sol qui a été suivie par l'architecte.
Remarquons enfin sur le côté gauche la chaire datant de 1786, œuvre de Jean-Louis Mangin, sculpteur bayeusain. La cuve est néo-classique et la partie supérieure est d'inspiration baroque. L'abat-son est formé par une nuée abritant des angelots en stuc, surmontée par un globe portant une allégorie de la religion qui brandit une croix.

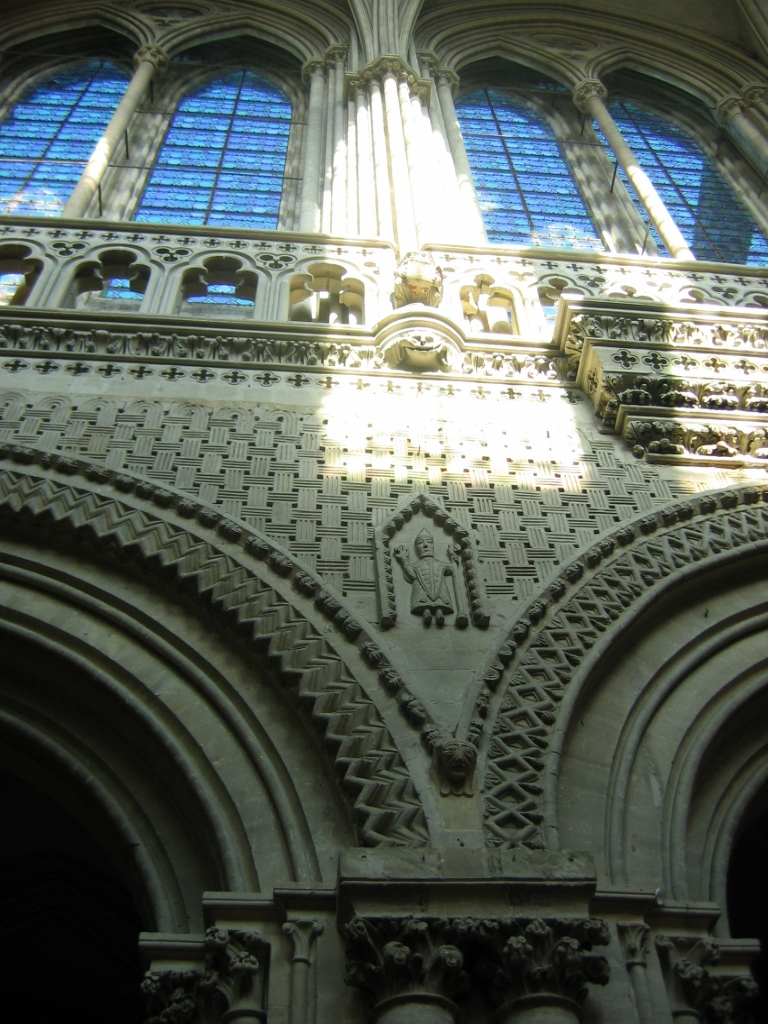
Intérieur. La pierre calcaire est ciselée.
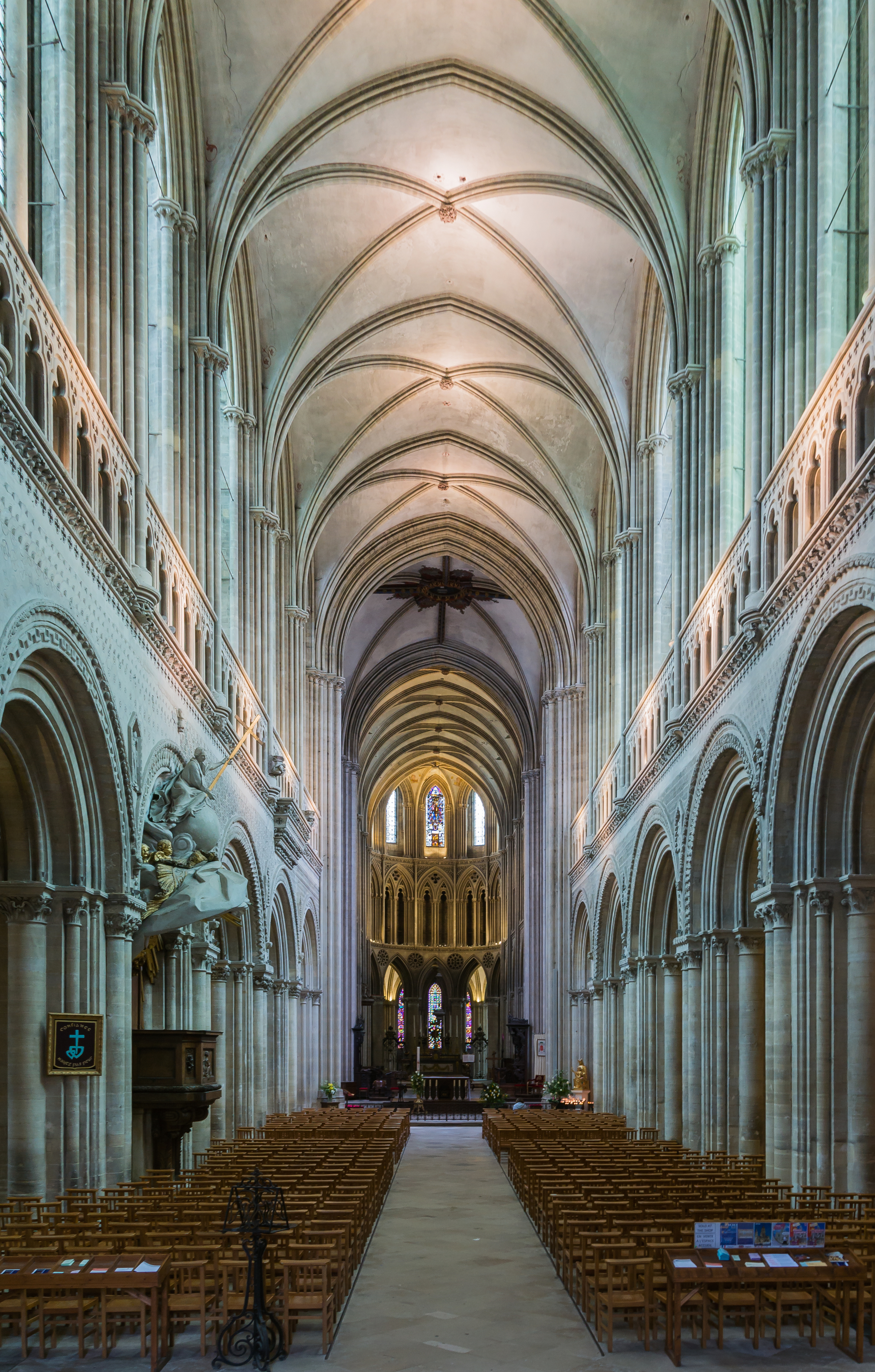
Nef (chœur au fond).
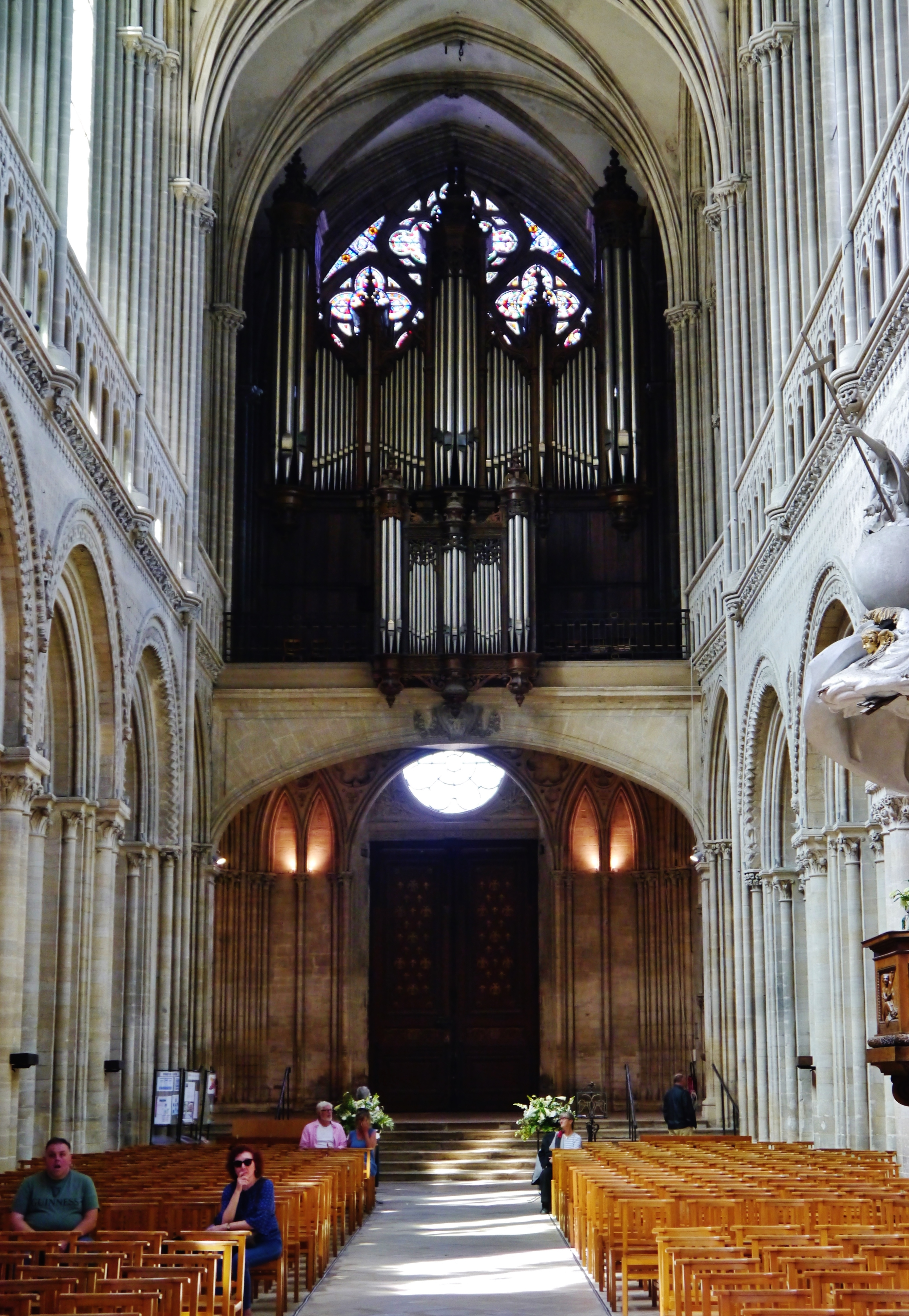
Nef (orgues de tribune au fond).

#### Les bas-côtés et leurs chapelles

##### Bas-côté nord

###### Chapelle Saint-Pierre, Sainte-Trinitéet Notre-Dame-de-Bonne-Nouvelle
Construite avant 1350. Un retable baroque de la première moitié du XVIIe siècle évoque les symboles mariaux des litanies de la Vierge. Au sommet figure Dieu le Père entouré d'anges et sur les côtés des personnages de l'Ancien Testament. La grille de 1758-1759 fermait autrefois l'un des côtés de la nef. Au fond, porte de la salle du chapitre.
En juillet 1491, le chanoine Bartole Danjou fait inscruter une ammonite sur le mur, avec une inscription latine expliquant qu'il s'agit d'un serpent transformé en pierre par un prodige divin :
Credite mira Dei, serpens fuit hic lapis extans.
Sic transformatum Bartolus attulit huc.
[Croyez au miracle de Dieu, cette grosse pierre fut un serpent.
Ainsi transformé, Bartole l'a fait placer ici.]
Le fossile, d'abord regardé comme un prodige, est finalement retiré du mur. Aujourd'hui, une autre ammonite est incrustée dans la muraille.

###### Chapelle Saint-Martin-aux-Vicaires
Fondée en 1309 par le chanoine Pierre de Saint-Pierre-aux-Champs. Peintures murales figurant des anges et le chanoine fondateur (XIVe siècle). Intéressant retable baroque dit Une Annonciation et une Crucifixion, classé à titre d'objet aux monuments historiques : tableau représentant un mourant soutenu par son ange gardien et la Vierge Marie, intercédant auprès du Christ ressuscité.

###### Chapelle Saint-Jean-l'Évangéliste(in introïtu librariae)
Chapelle fondée en 1289 par l'évêque Pierre de Beanis et par laquelle on accédait à la bibliothèque du chapitre.

###### Chapelle de l'Annonciationet de Saint-Jean
Fondée en 1328 par l'évêque Pierre de Lévis (1324-1330). Vitrail de Thèvenot représentant l'Annonciation et la vie de Saint-Regnobert. Grille de 1758-1759 fermant autrefois l'un des côtés de la nef.

###### Chapelle Saint-Antonin-et-Sainte-Croix et de l'Annonciation
Les deux dernières chapelles du bas-côté nord ont été construites avant 1350 et dédoublées en deux niveaux. Au rez-de-chaussée, le passage d'Arthenay aménagé dès le XIVe siècle, permettait à l'évêque de venir directement du palais épiscopal à la cathédrale. Au niveau supérieur se trouve une chapelle haute en tribune.

##### Bas-côté sud

###### Chapelle Saint-Jean-prés-de-la-Tour-Saint-Cyr-et-Sainte-Julitte-Saint-Martin-aux-Fonts
C'est la première chapelle latérale fondée par l'évêque Odon de Lorris (1263-1274). Le vitrail de Thèvenot représente la vie de saint Manvieu, évêque de Bayeux (Ve siècle). La grille provient du jubé (1700).

###### Chapelle Saint-Hilaire-Saint-Contest-et-Sainte-Honorine
Cette chapelle date de la deuxième moitié du XIIIe siècle. La décoration est de 1839. Le vitrail racontant la vie de saint Contest a été réalisé sous la direction de l'abbé Thomine-Desmazures, par des employés de la manufacture de porcelaine de Bayeux, dirigée par Hyacinthe Langlois. Elle abrite la tombe de Jean-Baptiste Hue de Launay († 8 avril 1722), né à Coutances, vicaire général du diocèse de Bayeux, archidiacre de Caen.

###### Chapelle Sainte-Marguerite-et-Saint-Maur
Cette chapelle date de la deuxième moitié du XIIIe siècle, mais comprend un fenestrage flamboyant. Le vitrail de Thèvenot représente la vie de saint Vigor (1847).

###### Portail latéral sud
Ce portail date du début du XIIIe siècle. Ses portes sont dotées de magnifiques peintures anciennes. Il faisait sailli à l'extérieur de l'édifice avant l'adjonction au XIVe siècle des chapelles qui l'entourent.

###### ChapelleJulienet Saint-Exupère
Dernier quart du XIIIe siècle. Vitrail de Thévenot (1848) représentant la vie de saint Exupère. Cette chapelle est dédiée à la paix. Derrière un tableau du XVIIIe représentant saint Exupère exorcisant une possédée, on découvre en 2015 une fresque du Moyen Âge montrant certainement la résurrection de Lazare en haut et en bas, la Crucifixion du Christ.

###### Chapelle Saint-Sébastien-Saint-Gerbold-et-Sainte-Radegonde
Chapelle postérieure à l'aménagement du transept (fin XIIIe). Elle comprend une peinture murale de Panchet-Bellerose (XIXe) et un vitrail de Coffetier représentant la vie de sainte Radegonde (1873).

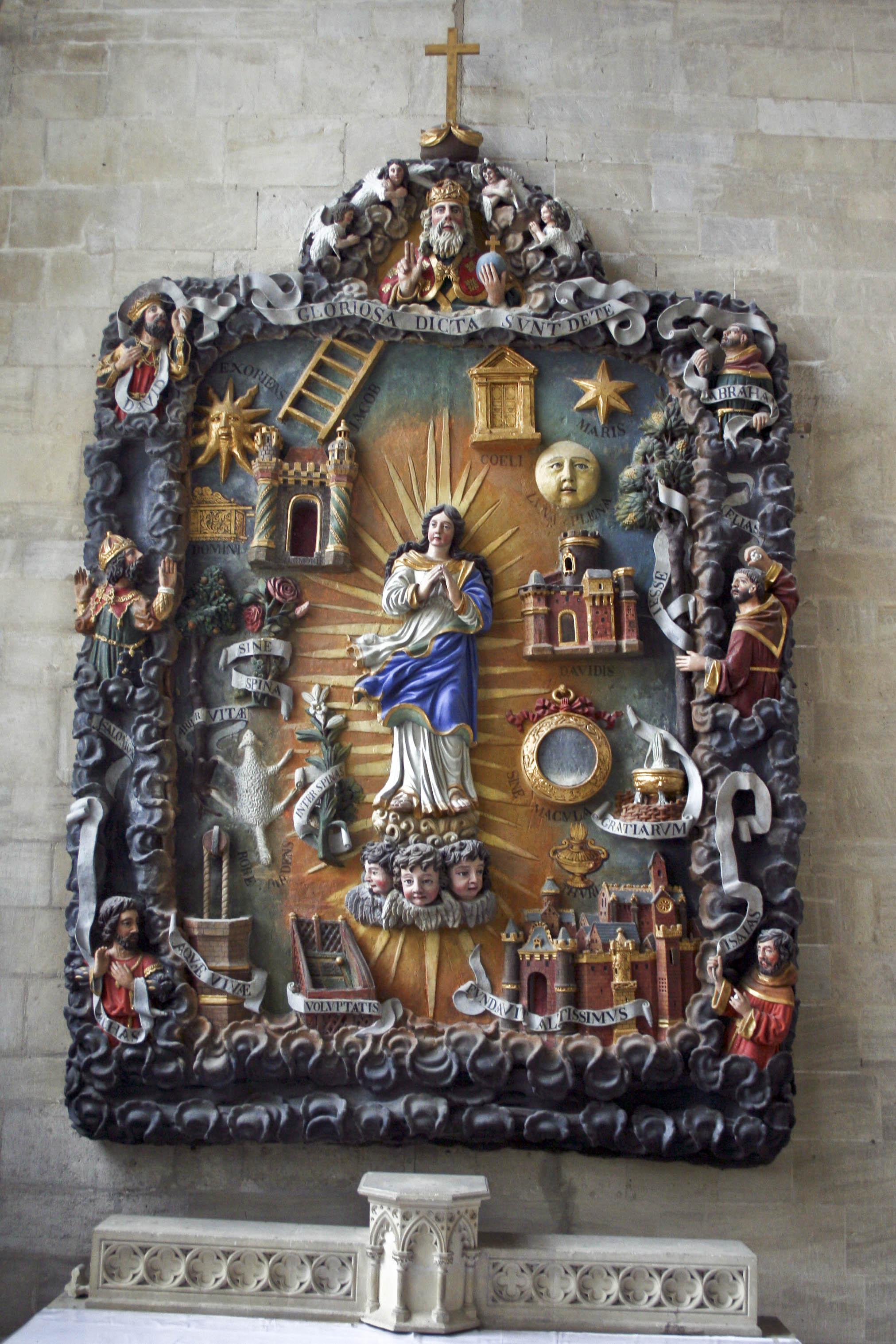
Retable des Litanies de la Vierge accompagnée de ses attributs, dans la première chapelle nord.
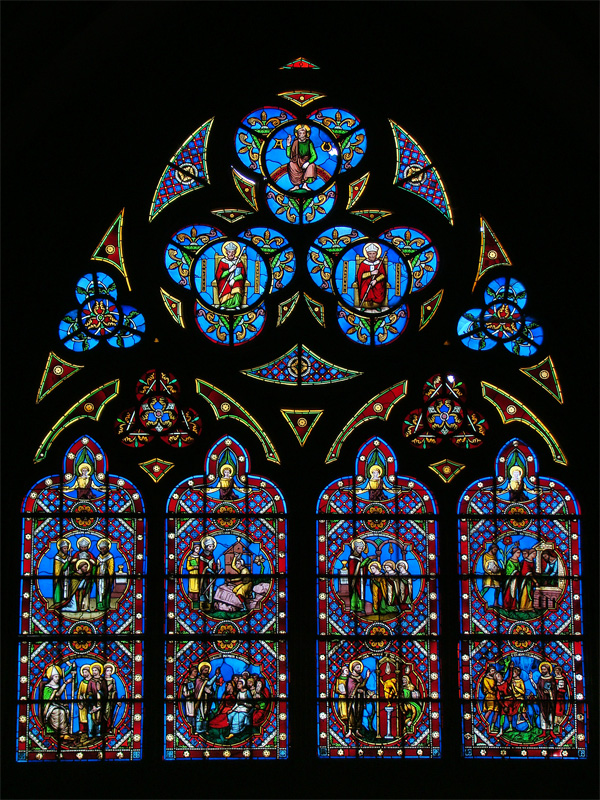
Vitrail de chapelle, bas-côté sud de la nef.

#### Le transept et la croisée
Le transept est divisé en deux niveaux comme la nef. Une galerie court à la base de l'étage supérieur. Elle est protégée par une balustrade formée d'arcatures avec des statues d'apôtres du XIIe.
Les deux croisillons sud ont reçu un décor d'arcatures aveugles dans la seconde moitié du XIIe. Celui du sud est plus élaboré que celui du nord. Il comprend de beaux médaillons de feuillage sculptés au-dessus du portail du Doyen. Dans le croisillon nord, un grand retable est dû à Jean-Louis Mangin (XVIIIe). Les deux grandes fenêtres rayonnantes ont reçu au XIXe des vitraux représentant des évêques et des saints de Bayeux. Ceux du nord sont dus à Étienne Thevenot (1848) et ceux du sud à Nicolas Coffetier (1873).
Les quatre piliers de la croisée ont été remplacés en 1857-1858 lors des travaux de Flachat. Sous le rhabillage gothique, on a alors retrouvé les colonnes et les chapiteaux romans dont plusieurs sont conservés au dépôt lapidaire et dans la crypte.
Une commande publique pour les vitraux de la cathédrale est initiée en 2018 par le Ministère de la culture et de la communication. Ces vitrages contemporains du transept sud, conçus par l'artiste Véronique Joumard, sont constitués de verres dichroïques qui changent de couleurs en fonction de notre emplacement et de celui du soleil. Plus bas des vitraux blancs sont incrustés de cristaux de Baccarat dont le prisme décompose les rayons du soleil qui le traversent, créant une animation colorée à l’intérieur de la cathédrale.

##### ChapellesSaint-NicolasetSaint-Thomas Becket, bras sud du transept
Les deux chapelles sont comprises dans une architecture rayonnante. Dédiées à saint Nicolas de Myre et à saint Thomas Becket, elles sont décorées par d'intéressantes peintures murales. La chapelle de gauche comprend une belle annonciation du XIIIe surmontée par une impressionnante représentation de la Trinité restaurée au XIXe. Celle de droite comprend dans le panneau du bas des scènes de la vie de saintt Nicolas surmontées par une crucifixion (XIIIe). Dans le panneau supérieur, le martyre de saint Thomas Becket est de Panchet-Bellerose (XIXe).

##### Chapelles Saint-Pierre et Saint-Paul, bras nord du transept
Les deux chapelles ont été murées en 1756.

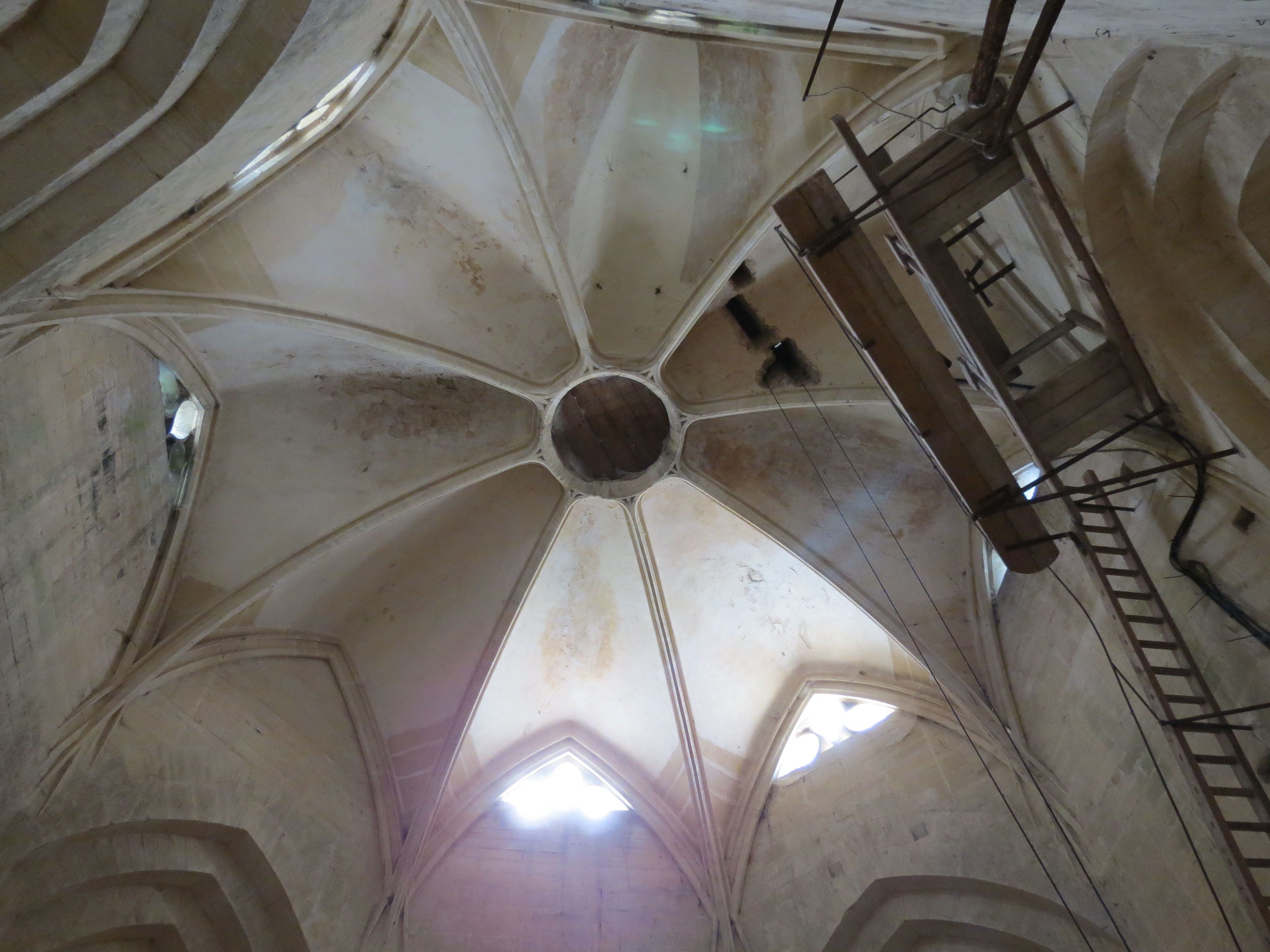
Voûte octopartite de la croisée du transept.
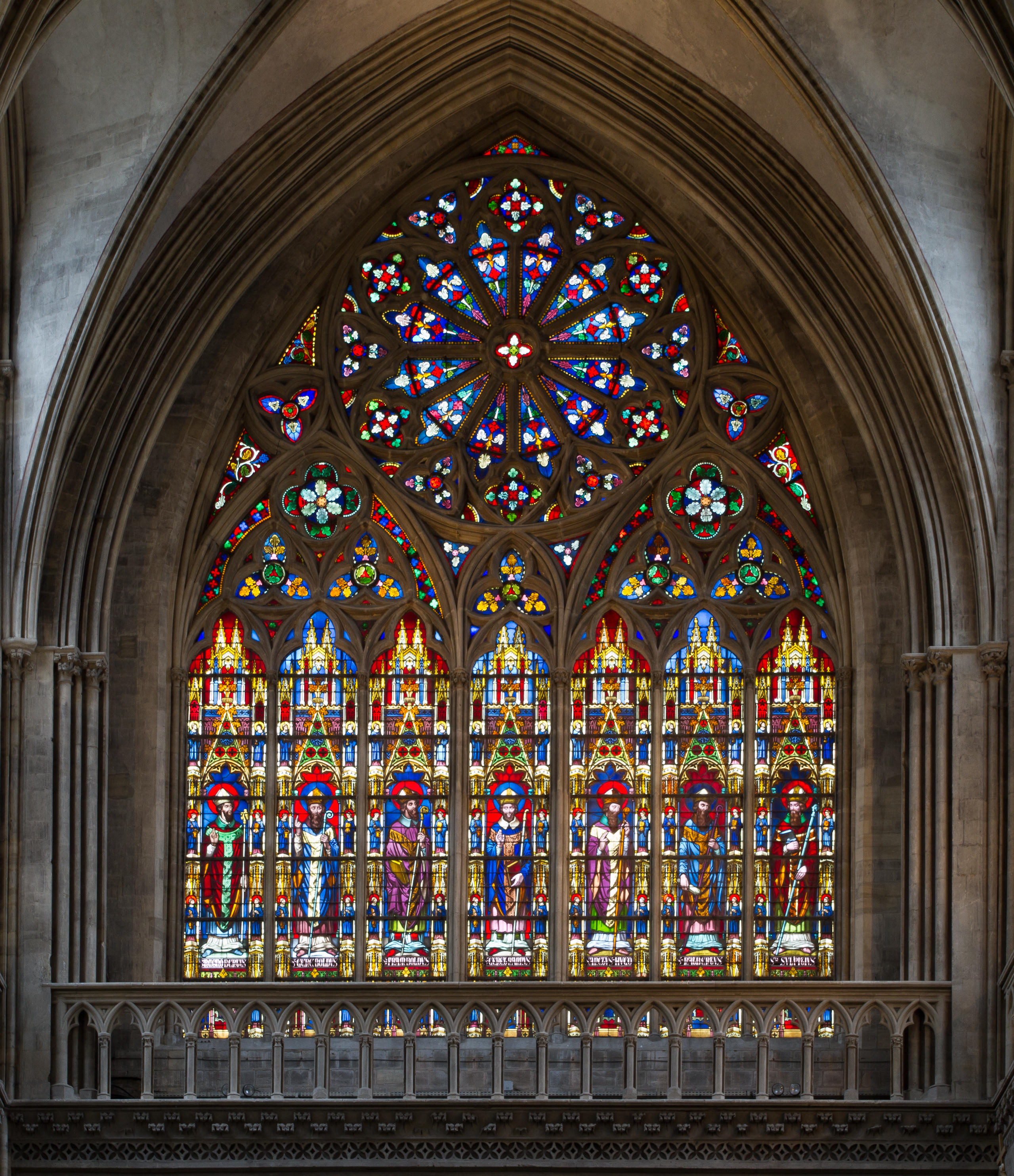
Verrière nord du transept.
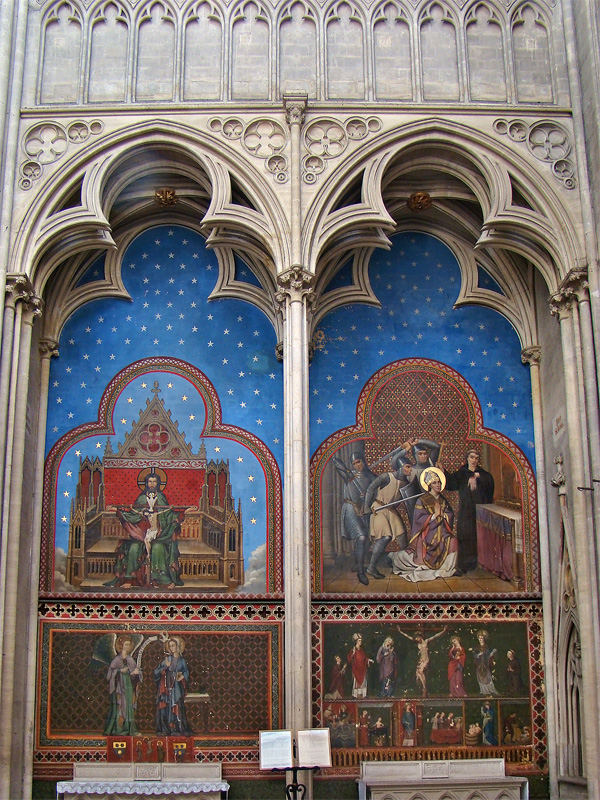
Chapelles Saint-Nicolas et Saint-Thomas Becket.

#### Le chœur
Datant des années 1220-1240, le chœur dérive de celui de l'abbatiale Saint-Étienne de Caen. Il comprend trois niveaux sur quatre travées débouchant sur un rond-point : celui des grandes arcades, celui du triforium qui correspond à une galerie de circulation très décorée, et l'étage des fenêtres hautes (la claire-voie). On retrouve la technique normande du mur épais qui permet de se déplacer facilement à tous les niveaux. Le second niveau est aveugle.
Le décor du chœur est caractéristique de l'art gothique normand. Les écoinçons des grandes arcades comportent des médaillons avec des motifs géométriques et des feuillages stylisés. Au second niveau, un grand arc en tiers-point inclut deux arcs plus aigus eux-mêmes divisés en petits arcs suraigus. Les tympans sont ornés de trilobes et quadrilobes. Les écoinçons de ce niveau comprennent des scènes historiées. On peut y voir notamment Adam et Eve, l'Annonciation, deux évêques maîtrisant un loup et un dragon, probablement saint Loup et saint Vigor, une femme et un homme aux prises avec des monstres, sans doute des allégories de la tentation. Les voûtes sont décorées par des peintures médiévales représentant les premiers évêques.
Les colonnes du rond-point sont jumelées. Elles ont été cannelées à l'antique au XVIIIe lors de l'installation du nouvel autel majeur. Datant de 1771, sous l'épiscopat de Mgr de Rochechouart, celui-ci est une œuvre néo-classique. Les parties en marbre sont dues au marbrier Jacques Adam. Le splendide décor d'orfèvrerie, la croix et les six chandeliers en bronze doré ont été réalisés par Philippe Caffieri. Les stalles datent du XVIe. Elles sont dues au sculpteur caennais Jacques Lefèvre (1589). Les dais comportent toujours leur décor ajouré. Les hauts dossiers sont ornés de têtes humaines associées à des guirlandes centrées sur un médaillon ovale. Les accoudoirs sont formés de chimères aux ailes déployées et les miséricordes de têtes d'anges. Des lions couchés sont installés au bout de chaque série de stalles basses. Leur aménagement actuel remonte à 1861, date à laquelle fut installé l'orgue de chœur, un Cavaillé-Coll. Sa boiserie reproduit les motifs renaissance des stalles.
Les grilles des côtés datent de 1682 et celles du rond-point de 1772.

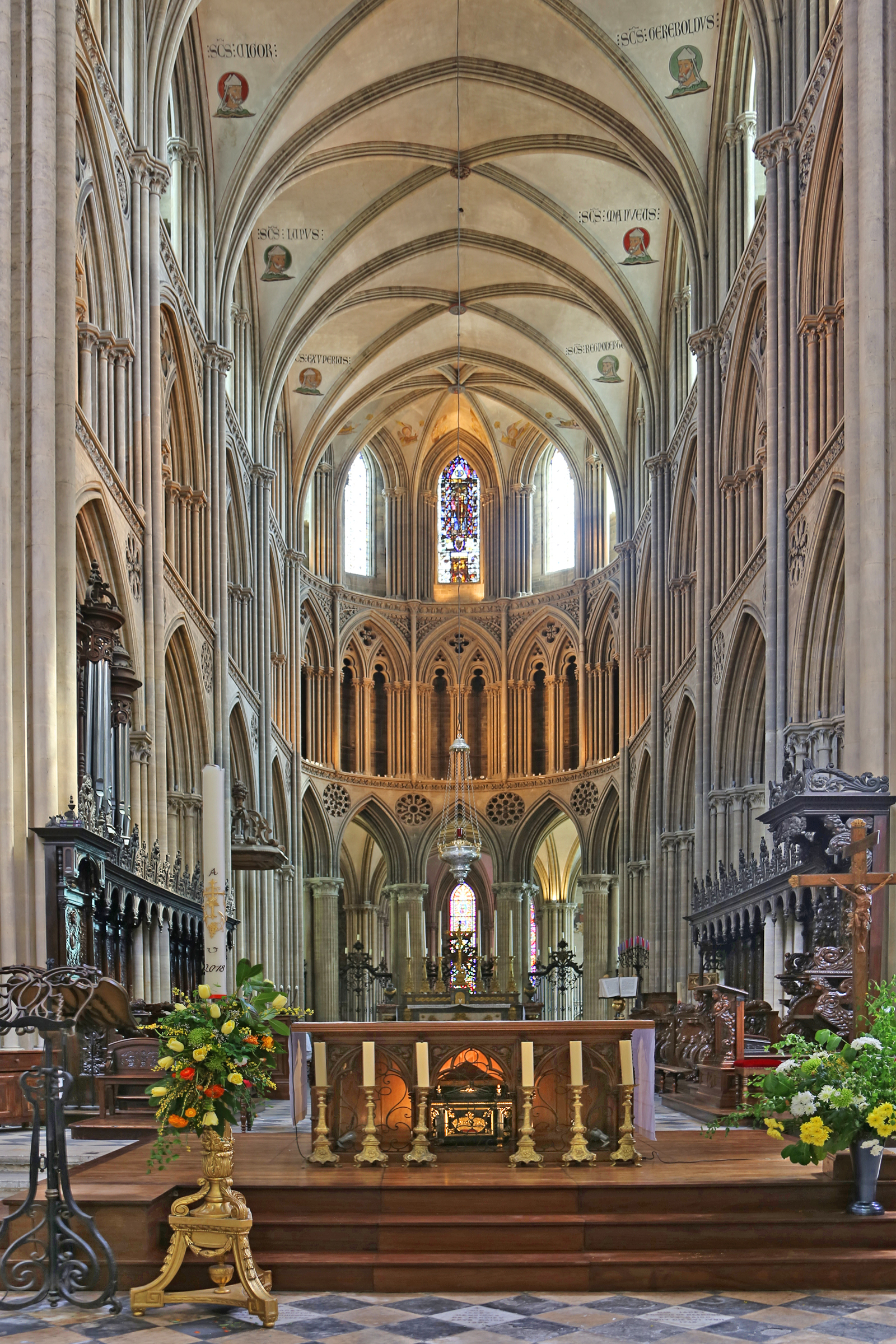
Le chœur gothique avec son aménagement provisoire
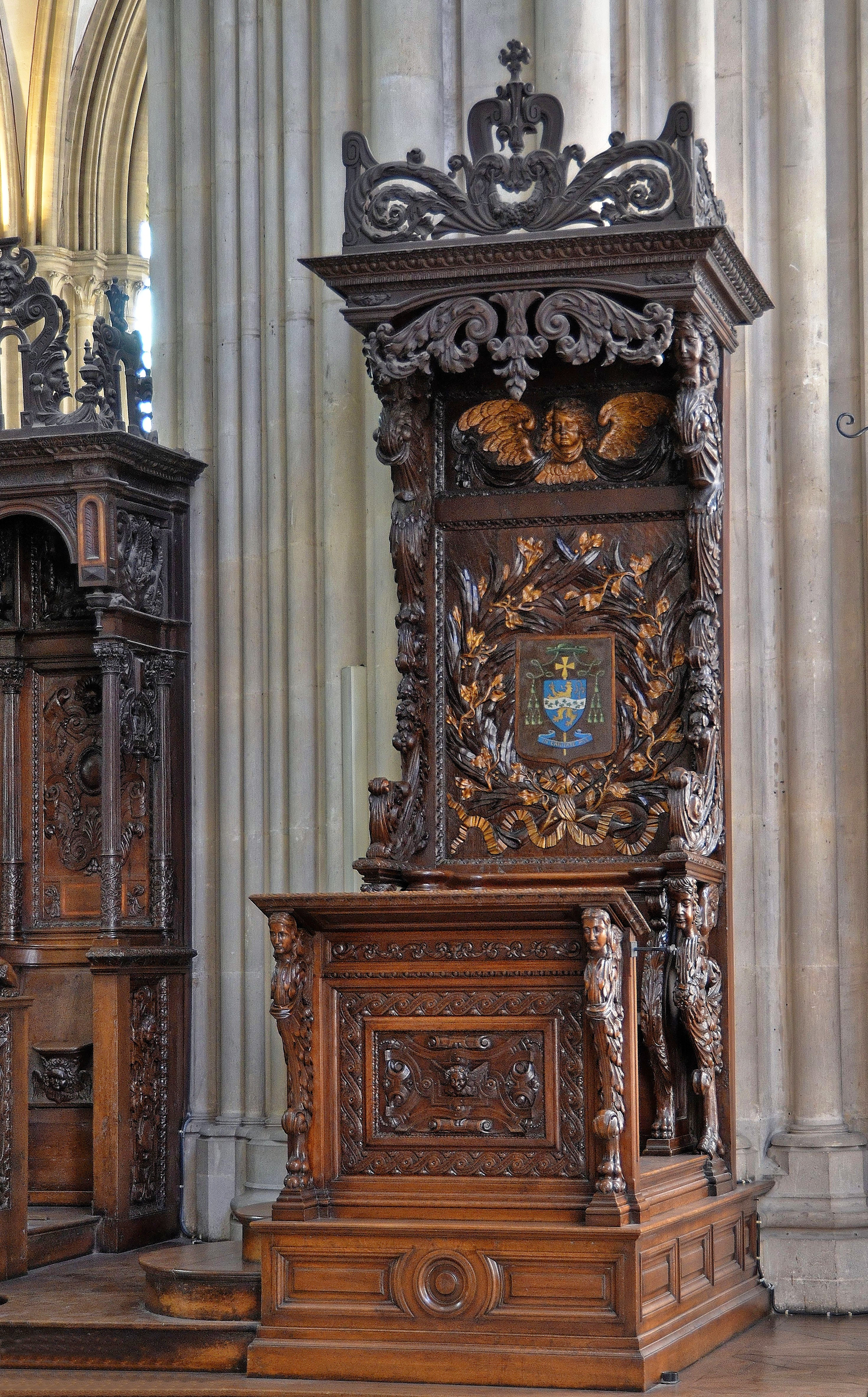
La cathèdre
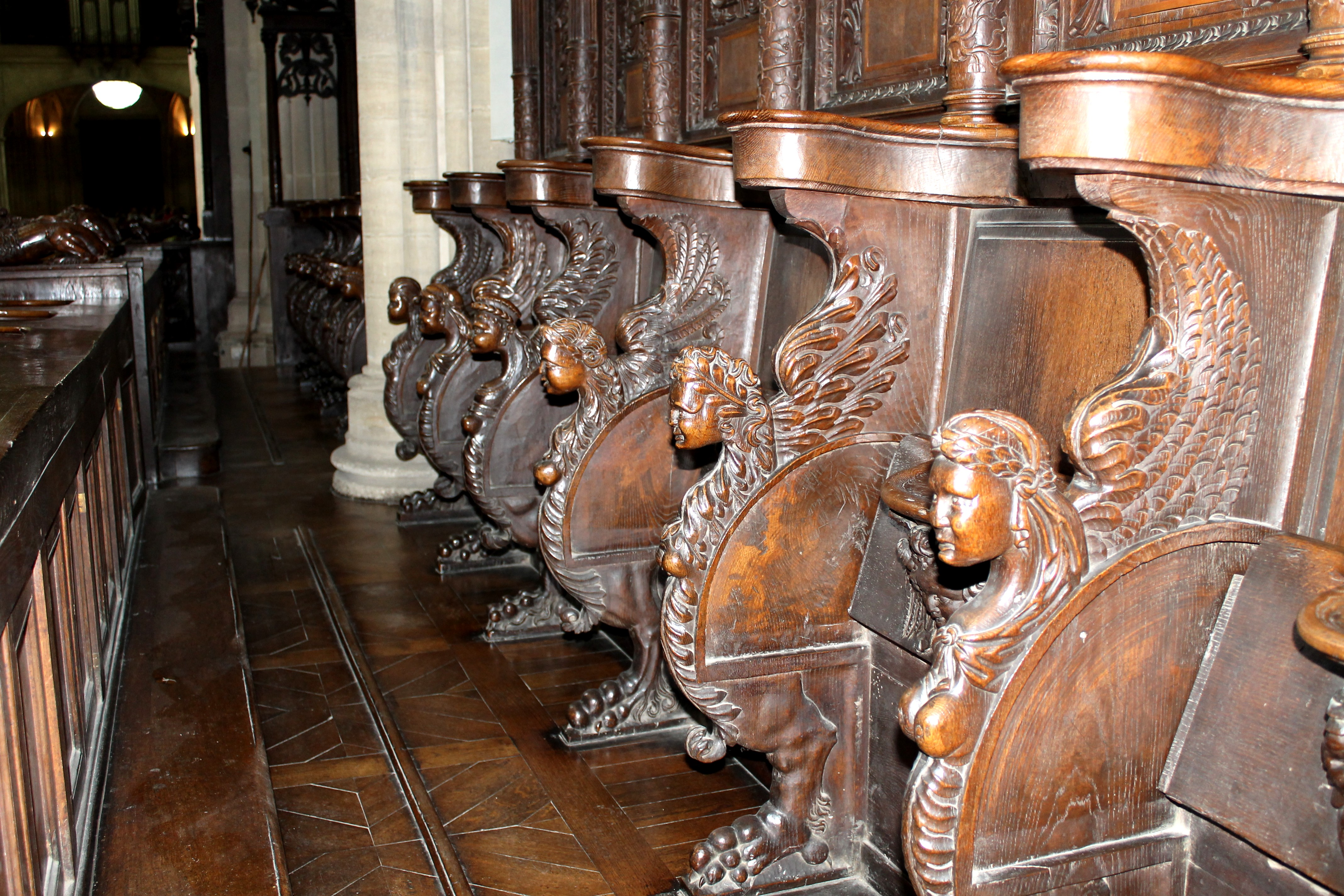
Stalles du chœur
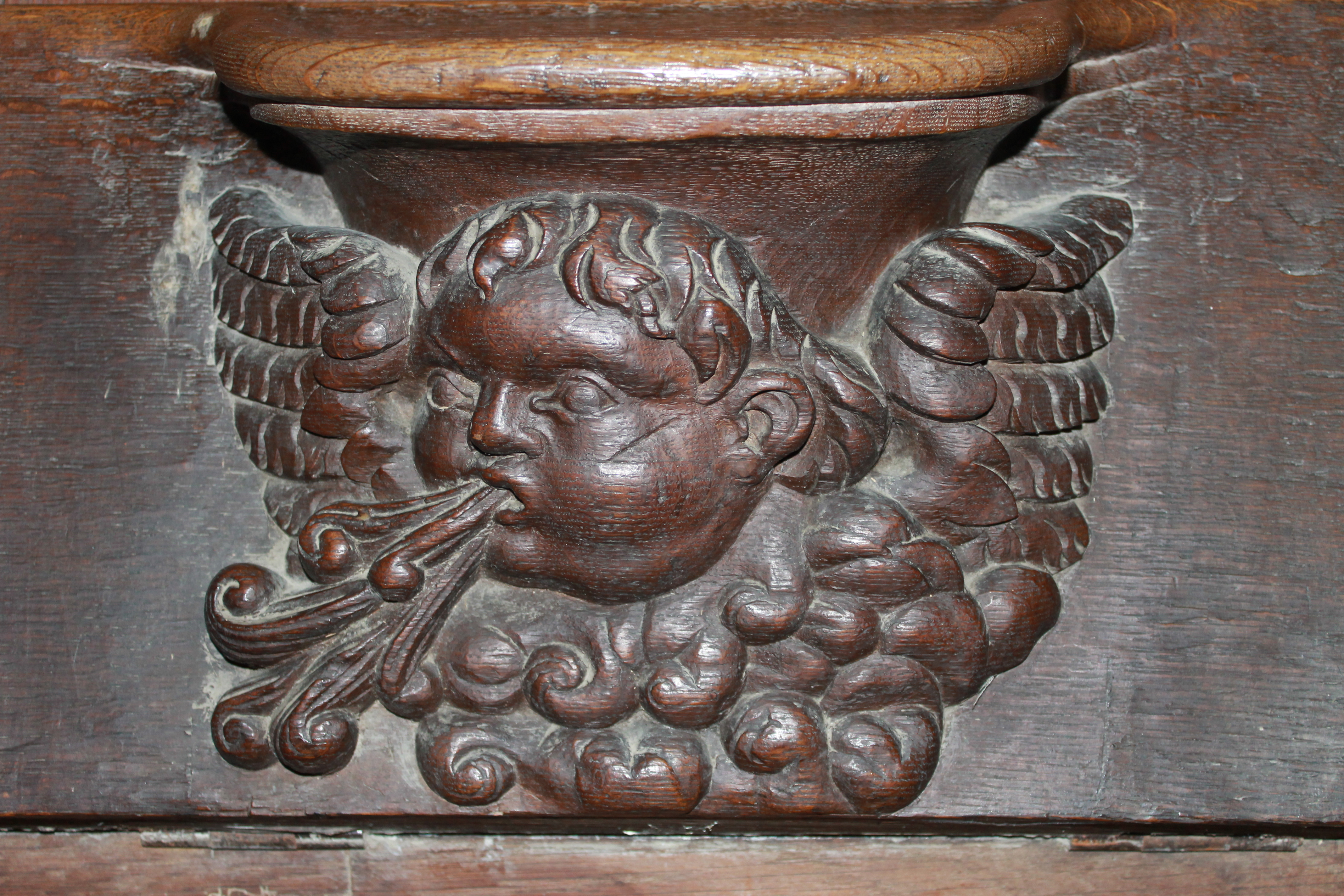
Miséricorde
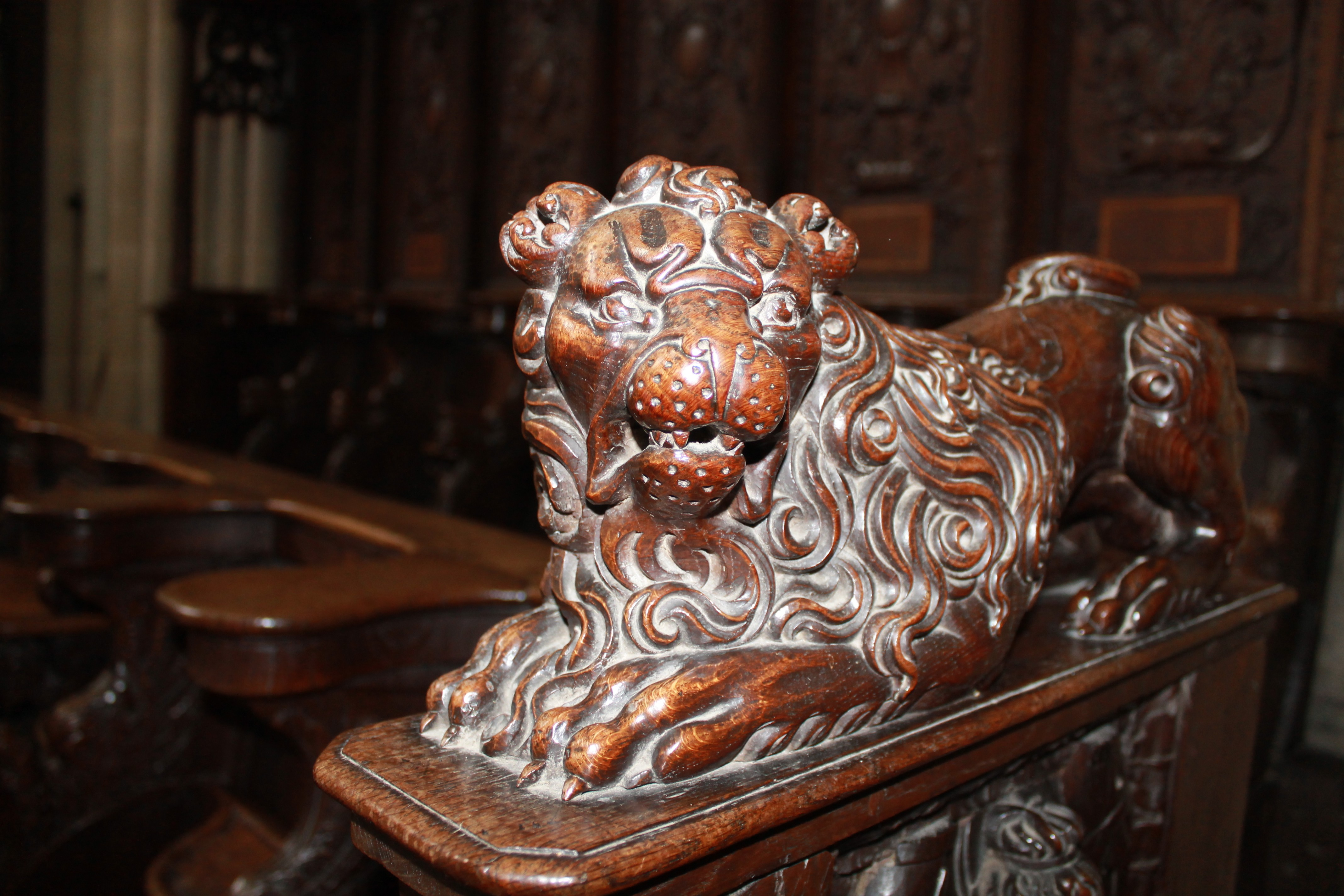
Lion en bois sculpté

#### Le déambulatoire et ses chapelles rayonnantes

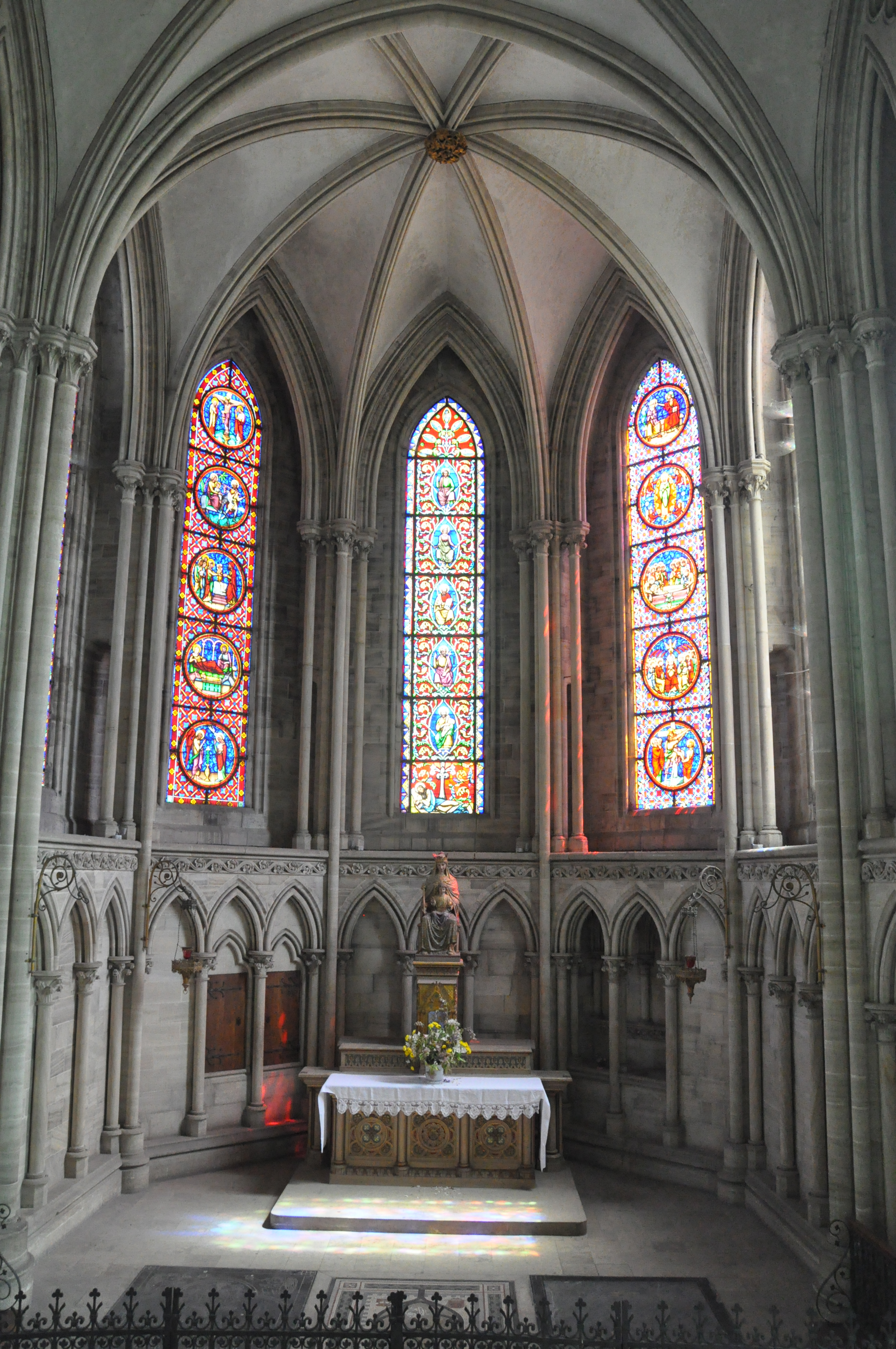
Chapelle Notre-Dame.

##### Chapelle Saint-Vincent
Elle comprend de belles verrières du XIIIe représentant les évêques saint Exupère et saint Loup qui proviennent des grandes fenêtres de la nef (vers 1260). C'est là que se trouve la porte du trésor.

##### La salle du trésor (visite organisée seulement) divisée en deux niveaux
Le Trésor renferme quelques œuvres remarquables. Il contenait 355 objets suivant l'inventaire réalisé en 1476. Lors de son réaménagement, il a été réduit aux pièces essentielles.
Rez-de-chaussée : il servit jusqu'en 1902 de sacristie. On y remarque notamment des restes de statues polychromes du XVe siècle ainsi qu'une curieuse armoire à perruques.
Étage : il a toujours servi de trésor. Il comprend la magnifique grande armoire, qui a pendant de nombreuses années était penser servir à abriter les reliques, du XIIIe siècle qui servait de coffre-fort au Moyen Âge, la chasuble de saint Regnobert (XIIe – XIIIe siècles), un coffret d'ivoire, destiné à la contenir (d'origine arabe) du XIe siècle. De forme oblongue et monté sur quatre petits pieds, il est décoré d'une armature d'argent doré et niellé, ciselée en bosse. Les ornements sont composés de fleurons épanouis, de rinceaux, de paons et d'oiseaux. Ce coffret, contient une inscription coufique:
« Au nom de Dieu, clément et miséricordieux !

Sa bénédiction est complète et sa grâce immense. »
Il comprend également un siège pliant de fer du XIVe siècle ainsi que le grand coffre (XIIIe siècle) qui servait à ranger la tapisserie de la reine Mathilde.

##### Chapelle sainteCatherineet de tous les saints
L'unique verrière comprend six figurines médiévales.

##### Chapelle Saint Jean-Baptiste
Elle comprend des peintures restaurées représentant saint Lubin, évêque de Chartres au VIe, sainte Geneviève, patronne de Paris. On y a installé une relique de sainte Thérèse de Lisieux qui est passée à la cathédrale en 1887 pour demander l'autorisation à l'évêque, Flavien Hugonin, de rentrer au Carmel.

##### Chapelle SaintPantaléonet saint Antonin
Avant 1562, la cathédrale possédait les corps de ces deux saints. La chapelle comprend des peintures du XVIIe (saint Pantaléon) et du XIXe (saint Joseph), dues à Panchet dit Bellerose, peintre bayeusain (1862). Eugène Oudinot réalisa en 1887 des vitraux représentant Saint Joseph et deux anges à la mémoire du général Gustave Antoine Conseil du Mesnil.
On y expose le reliquaire de la bienheureuse Marie-Catherine de Saint-Augustin, née Catherine de Longpré (3 mai 1632-8 mai 1668). Elle était une religieuse normande qui dévoua sa vie entière à la charité au Canada.

##### Chapelle Notre-Dame
On y trouve les tombes de trois évêques : Charles Didiot (1856-1866), Flavien Hugonin (1867-1898) et Thomas Lemonnier (1906-1927). Les vitraux « archéologiques » sont d'Étienne Thévenot, maître-verrier parisien et de Louis Mazuet, peintre bayeusain (1901) : mystères du Rosaire, Arbre de Jessé, litanies de Notre-Dame de Lorette et armoiries du pape Léon XIII.

##### Chapelle Saint-Éloiet Saint-Robert
Elle comprend des peintures du XVIIe représentant saint Éloi et saint Robert de Molesmes (fondateur de Cîteaux) ainsi que des pastiches néogothiques évoquant deux scènes de la vie de saint Éloi en artisan et en évêque.

##### Chapelle Saint-Michelet Saint-Blaise
Elle comprend des peintures anciennes: le martyre de saint Blaise (XIVe) et la Visitation (XVe). D'autres peintures du début du XXe sont consacrées à saint Michel. Un vitrail de Thèvenot et Mazuet évoque sa légende (1901). Une statue de l'archange date de la même époque.

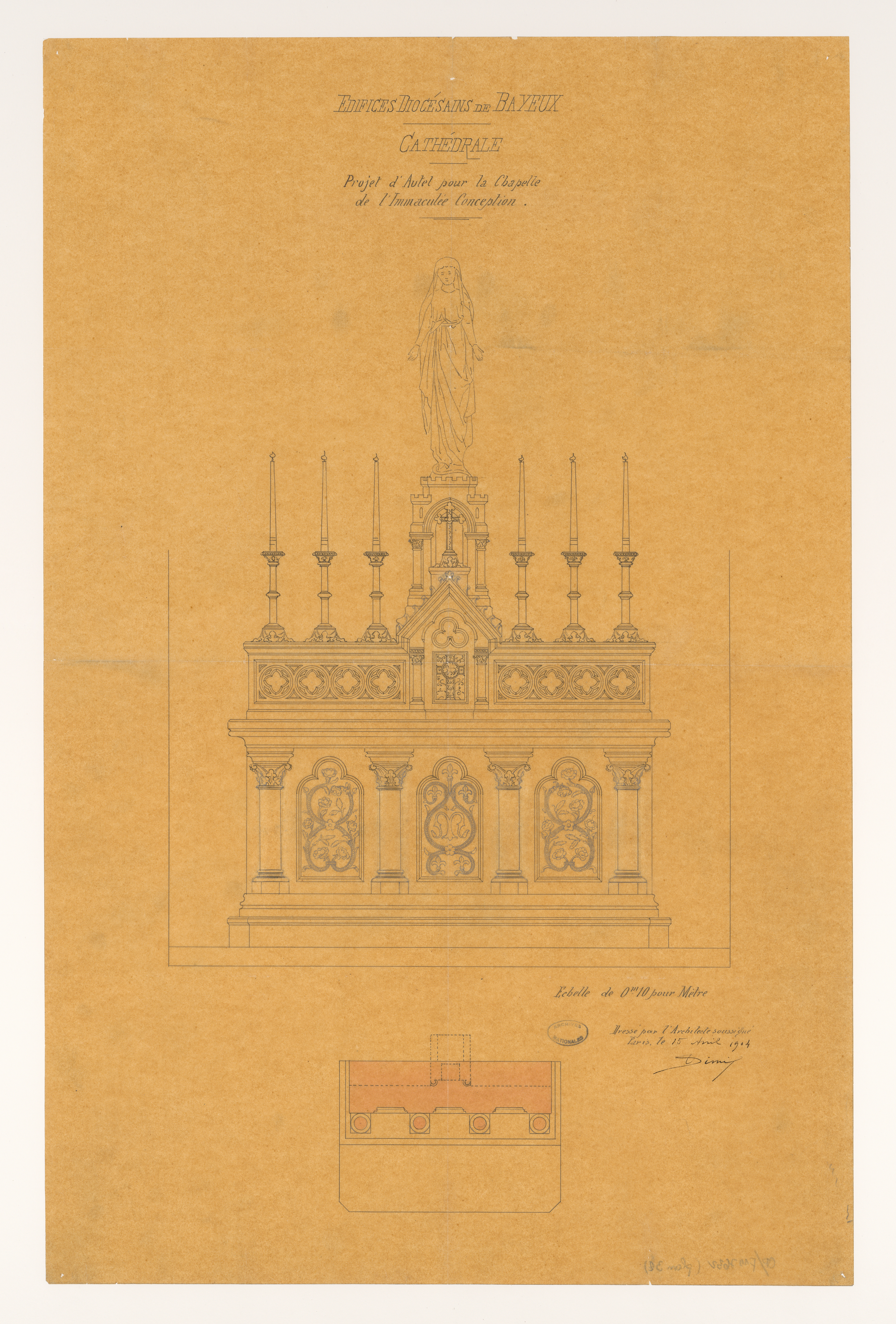
Projet d'autel pour la chapelle de l'Immaculée Conception,
par A. Simil (1904).

##### Chapelle des Saints Innocents
Elle est ornée d'un vitrail contemporain (atelier Mayel de Honfleur) offert par le D-Day Normandy fellowship et inauguré par la reine-mère du Royaume-Uni surnommée Queen Mum le 6 juin 1989.

##### Chapelle saintAndréet saint Léon
On y a placé une statue de sainte Cécile présentant le petit buffet de l'orgue (XVIIe).

##### Chapelle de l'Immaculée Conception
C'est l'ancien revestiaire (sacristie) de la cathédrale gothique. En 1462, il fut transformé en chapelle consacrée à l'Immaculée Conception de la Vierge grâce à la générosité de deux humanistes italiens, les frères Roland et Antoine de Talents, chanoines de la cathédrale venus à Bayeux à la suite de l'évêque Zanon de Castiglione (1432-1459). C'est aujourd'hui la chapelle du Saint-Sacrement.

#### La crypte
La crypte date du XIe siècle donc de la première construction de la cathédrale. Les piliers sont dotés de chapiteaux décorés de feuilles d'acanthe. La crypte recèle également deux chapiteaux historiés du XIe siècle découverts lors de travaux de restauration.
Lors de la construction du chœur gothique au XIIIe siècle, la crypte romane est murée. Pendant un siècle, elle tombe dans l’oubli. Elle est redécouverte et rouverte en 1412, à l'occasion de la sépulture de l'évêque de Bayeux Jean de Boissey. Une grande baie est percée du côté sud, sous laquelle subsistent le soubassement de son tombeau et son épitaphe.
Les décorations, tels que les fresques des anges musiciens au-dessus des chapiteaux des piliers datent du XVe siècle, peu après, semble-t-il, cette réouverture. Sur le mur nord, se trouve l'enfeu renfermant le gisant décapité de Gervais de Larchamp, chanoine de Goupillères en 1405.

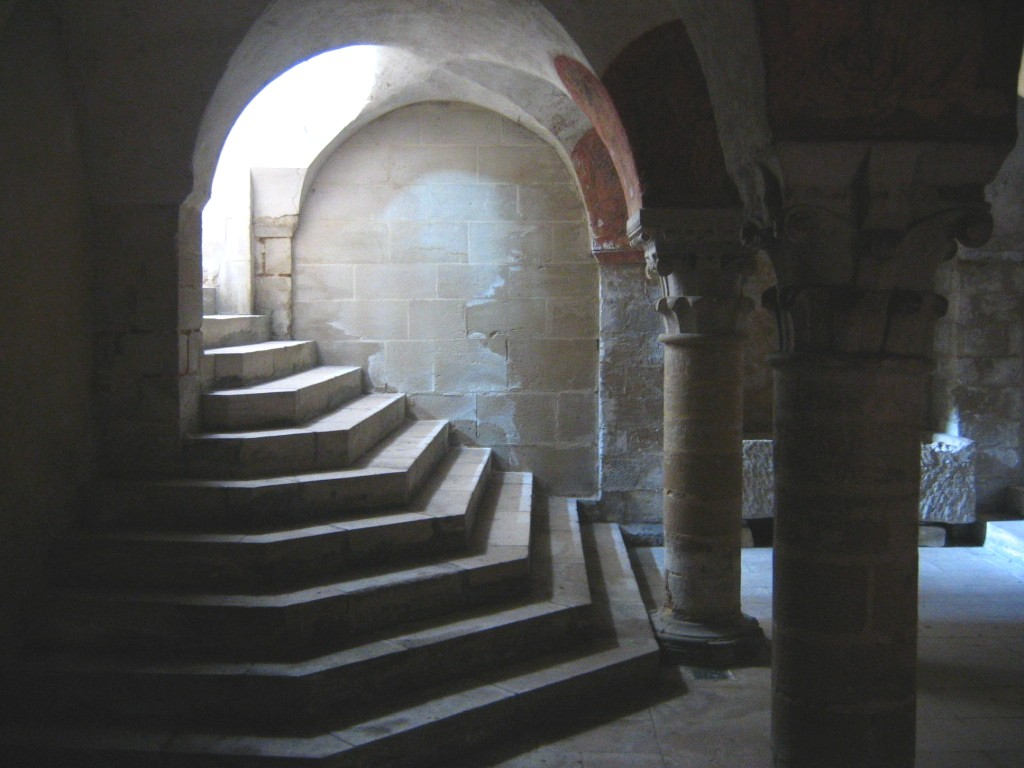
L'escalier qui mène du chœur à la crypte.
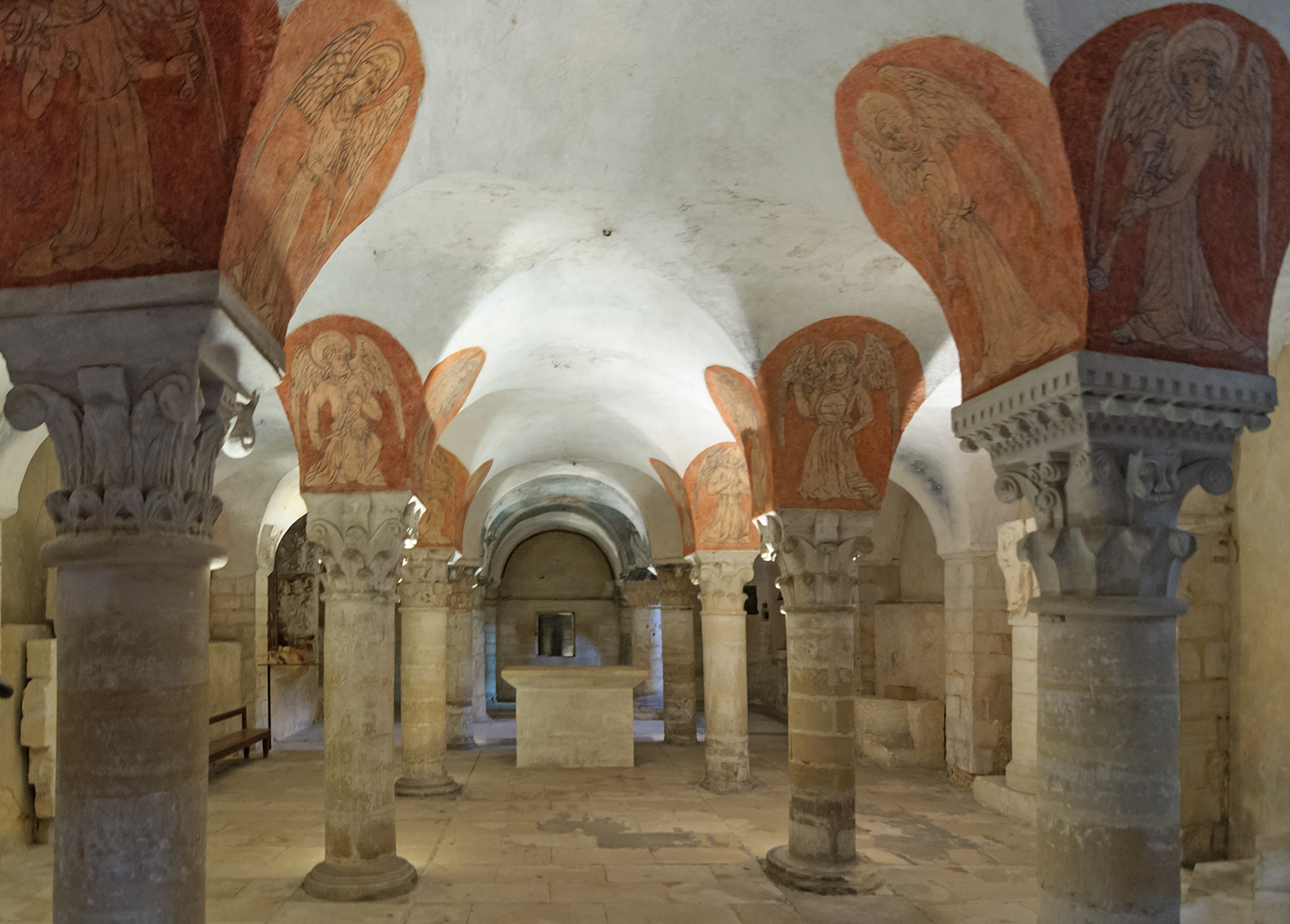
La crypte de la cathédrale.
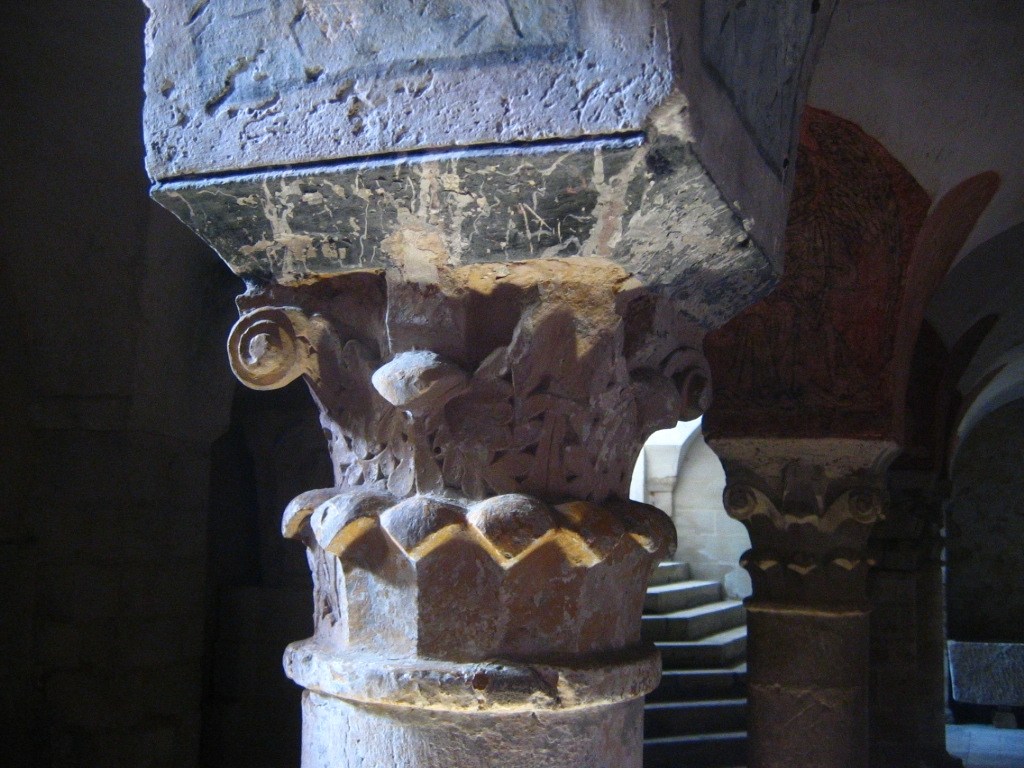
Le chapiteau sculpté d'une colonne.
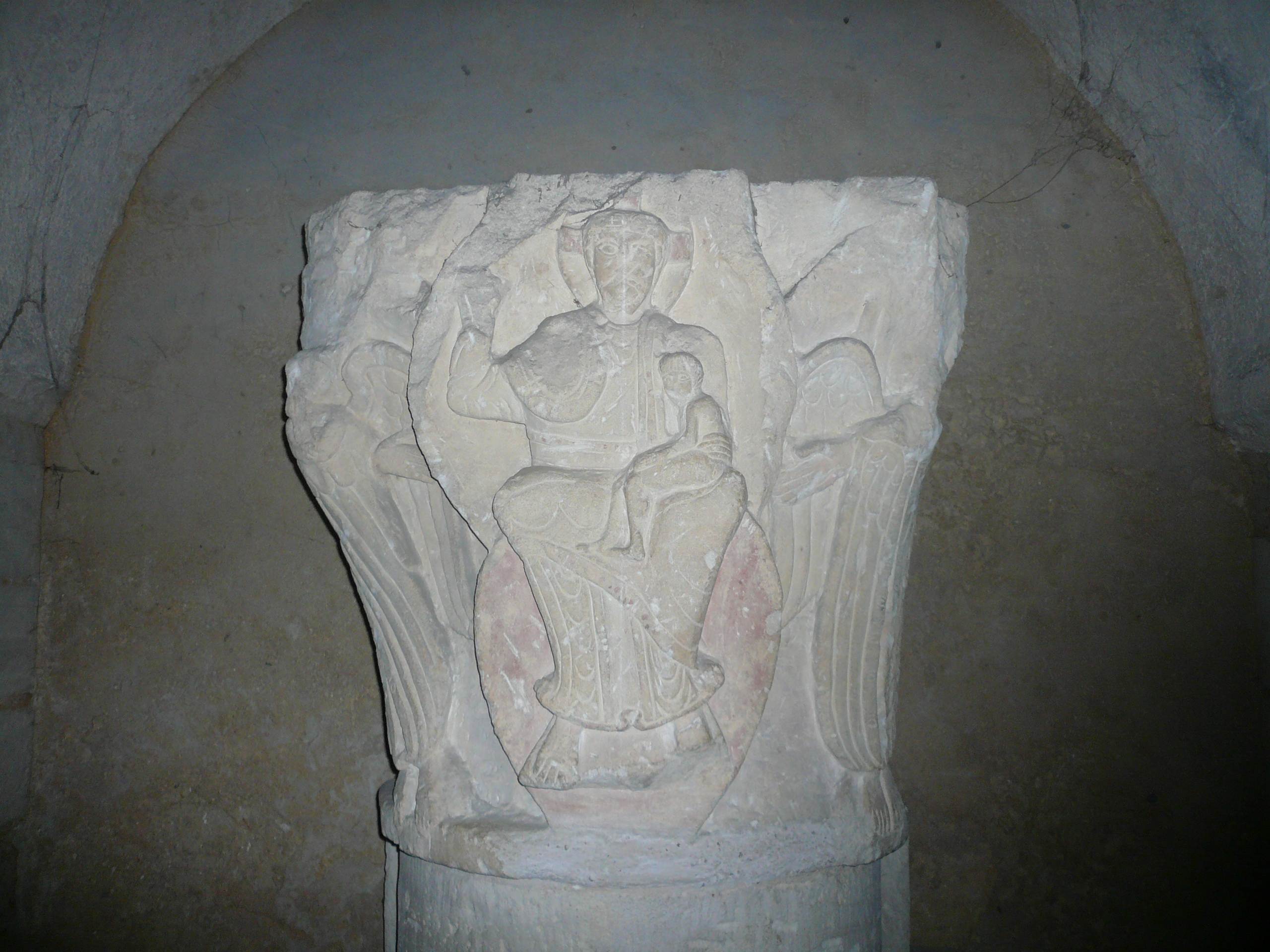
Un chapiteau roman, vestige de la première cathédrale.
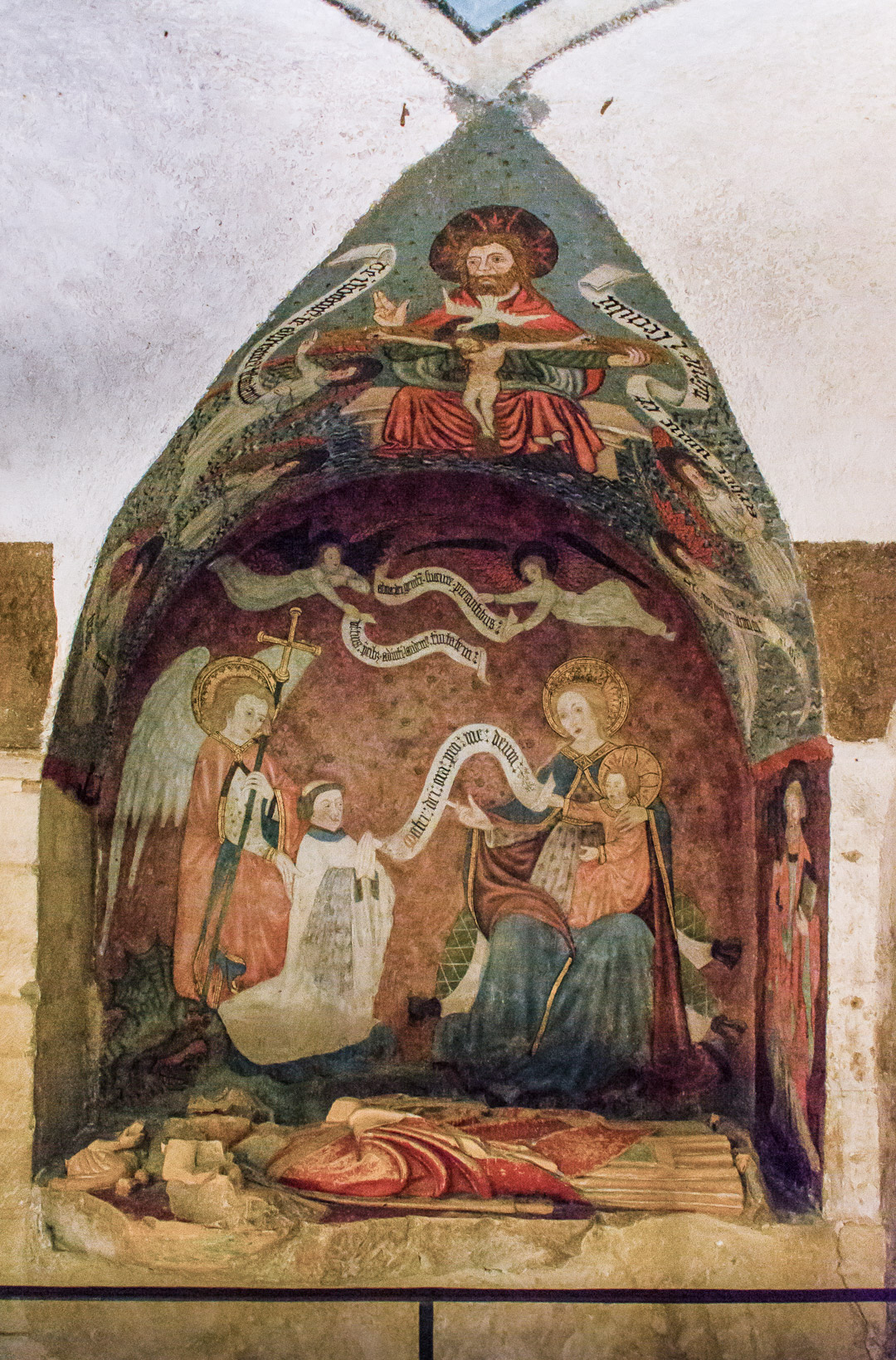
Enfeu de Gervais de Larchamp.

#### Les sépultures
Dans le cadre des travaux d'installation d'une plateforme élévatrice pour la mise en accessibilité de la cathédrale, un sarcophage datant de l'époque médiévale a été découvert en 2018 par les services de la DRAC de Normandie. Il est aujourd'hui conservé au rez-de-chaussée du Trésor.

### Les orgues
- L'orgue de tribune

Le buffet est reconstruit et agrandi par Le Breton de Caen de 1845 à 1848 pour un orgue de John Abbey. Il réemploie des éléments du buffet de 1597, réalisé par Jacques Lefèbvre pour un orgue de Jean d'Argillières. De nouvelles modifications sont apportées en 1862 par Aristide Cavaillé-Coll dont l'orgue, restauré par Renaud-Ménoret de 1996 à 1998, est celui d'aujourd'hui. Le buffet est classé au titre des monuments historiques depuis le 20 février 1975 et l'instrument depuis le 18 décembre 1973.
- L'orgue de chœur

Construit par Aristide Cavaillé-Coll en 1861, le buffet a été dessiné par Michel Liénard. L'orgue est classé au titre des monuments historiques en totalité (buffet et instrument) depuis le 23 décembre 1998.

#### Composition des orgues

##### L'orgue de tribune
L'orgue de tribune possède trois claviers de cinquante-quatre notes et un pédalier de trente notes. Il possède environ 2 550 tuyaux.
| I. Positif de dos | II. Grand-Orgue | III. Récit expressif | IV. Pédale                                                              |
| --- | --- | --- | ----------------------------------------------------------------------- |
| Montre 8' Quintaton 8' Flûte harmonique 8' Salicional 8' Voix céleste 8' Prestant 4' Quinte 2' 2/3 Doublette 2' Piccolo 1' Trompette 8' Cromorne 8' Clairon 4' | Montre 16' Bourdon 16' Grosse flûte conique 16' Montre 8' Bourdon 8' Flûte harmonique 8' Viole de gambe 8' Prestant 4' Dulciane 4' Doublette 2' Plein-Jeu harmonique VI rgs Cornet V rgs Bombarde 16' Basson 8' Trompette 8' Clairon 4' | Bourdon 8' Flûte harmonique 8' Viole de Gambe 8' Voix céleste 8' Flûte octaviante 4' Basson-Hautbois 8' Trompette 8' Clairon 4' Voix humaine 8' Tremolo | Contrebasse 16' Basse 8' Octave 4' Bombarde 16' Trompette 8' Clairon 4' |

##### L'orgue de chœur
L'orgue se compose de deux claviers de cinquante-quatre notes et un pédalier de trente notes. Environ 170 tuyaux composent l'orgue.
| I. Grand Orgue                                                                                             | II. Récit expressif                                                                           | Pédale  |
| --- | --------------------------------------------------------------------------------------------- | ------- |
| Bourdon 16' Montre 8' Bourdon 8' Flûte harmonique 8' Prestant 4' Doublette 2' Plein-Jeu harmonique III rgs | Viole de Gambe 8' Voix céleste 8' Flûte octaviante 4' Trompette 8' Basson-Hautbois 8' Tremolo | Tirasse |

### Cloches et carillons

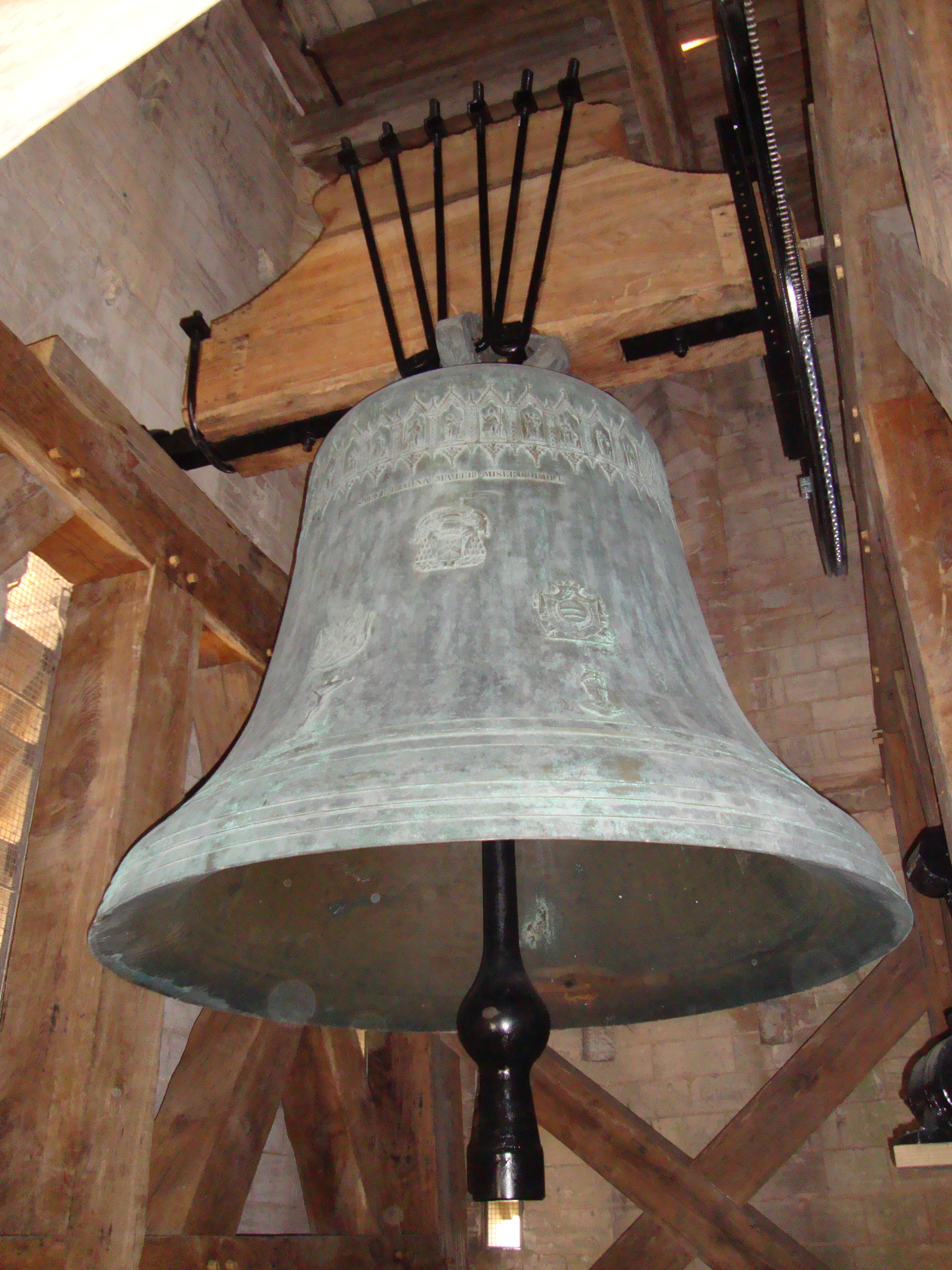
Sophie Françoise (1858), le grand Bourdon suspendu dans la tour Sud.

La cathédrale de Bayeux dispose d'un patrimoine de dix-sept cloches depuis la mise en place, en juin 2014, des deux plus récentes (Thérèse-Bénédicte et Rose-Françoise) dans la tour Sud. La plus ancienne (Cécile dite aussi Le Timbre) date de 1727. Avec la grande Trémonde (disparue en 1858), elle a été l'une des deux seules cloches de la cathédrale qui ont été épargnées, sous la Révolution, de la confiscation pour la récupération des métaux en vue de la fabrication de canons. Elles avaient pu être sauvées grâce à leurs fonctions particulières, importantes : la première sonnait le tocsin, la seconde donne l'heure. La grande Trémonde a servi à la fonte de nouvelles cloches en 1858. Depuis, le timbre des heures Cécile est l'unique cloche historique fondée sous l'Ancien Régime encore en service dans la cathédrale.
- À la Révolution, les dix plus petites ont été coulées en 1797 par un fondeur Dubosq situé dans la Manche[n 2].
- Les deux petites cloches à la volée ont le même nom : « Marie ». La petite Marie est un sol#3, pesant environ 650 kg ; elle a été coulée en 1819 par Jean-Baptiste François Philippe Dubosq. La grande Marie est un do#3, pesant environ 1 800 kg ; elle a été coulée en 1858 chez Cornille-Havard. Ces cloches sont dans la tour sud.

Avant la Révolution, il y eut dix cloches de volées (six en tour sud, et deux dans la nord, qui y sont encore[Passage contradictoire] et ce sont les deux plus grosses cloches de la cathédrale. Ce sont des bourdons : l'une pèse 4 tonnes et l'autre 3,5 tonnes, et deux dans une tour sur la nef, disparue, remplacées par six autres en 1819, la petite Marie en est la seule rescapée, et en 1858, la grosse Marie est arrivée avec deux bourdons, Jeanne-Frédérique (si2 - 2,8 tonnes) et Sophie-Françoise (la2 - 4 tonnes). Les deux bourdons sont dans la tour nord et les deux Marie dans la tour sud. Des travaux de restauration ont eu lieu avec la création d'un nouveau beffroi.
La Thérèse-Bénédicte (2014) surnommée « cloche de la Paix et de la Liberté » est dédiée à la mémoire de la philosophe et théologienne allemande Edith Stein (1891-1942) entré en religion sous le nom de sœur Thérèse-Bénédicte de la Croix, morte en déportation. Cette cloche est bénite le vendredi 6 juin 2014 par le cardinal André Vingt-Trois, archevêque de Paris, pendant la célébration œcuménique binationale franco-britannique en présence du prince de Galles et du Premier ministre Manuel Valls. Elle sonne pour la première fois le samedi 14 juin, dans le cadre du 70e anniversaire du discours du général de Gaulle, introduisant un Te Deum. Elle a été décorée par l'artiste Yannec Tomada et fondue chez Cornille-Havard le 14 février 2014.
La seconde cloche (518 kg) s'appelle Rose-Françoise en mémoire de Rosa Stein (sœur aînée d'Edith Stein, assassinée à Auschwitz le 9 août 1942) et de l'abbé Franz Stock (1904-1948). Cette cloche est parrainée par tous les donateurs anonymes et par toutes les victimes anonymes des camps. Elle a également été fondue à Villedieu-les-Poêles et décorée par Yannec Tomada.
| Nom                                                    | Masse                 | Diamètre à la base | Note  | Parrains et Marraines | Dédicace | Tour | Année | Fondeur                                | Illustration |
| ------------------------------------------------------ | --------------------- | ------------------ | ----- | --- | -------- | ---- | ----- | -------------------------------------- | ------------ |
| Sophie-Françoise (grand Bourdon)                       | 4 000 kg              | 187 cm             | la 3  | Sophie Caroline Armandine de Moges François Eugène Gabriel, duc d'Harcourt |          | Nord | 1858  | Fonderie Cornille-Havard               |              |
| Jeanne-Frédérique (petit Bourdon)                      | 2 800 kg              | 167 cm             | si 2  | Jeanne Marie Josèphe Achard de Vascognes Frédéric Christophe, comte d'Houdetot |          | Nord | 1858  | Fonderie Cornille-Havard               |              |
| Marie (grande Marie)                                   | 2 000 kg              | 150 cm             | do#3  | Antoinette Marie Auguste de Mondragon Arcisse de Caumont |          | Sud  | 1858  | Fonderie Cornille-Havard               |              |
| Thérèse-Bénédicte (cloche de la Paix et de la Liberté) | 1 147 kg              | 120 cm             | mi 3  | 9 parrains et marraines dont 7 représentent les forces alliées du Débarquement de Normandie (États-Unis, Grande-Bretagne, Canada, Pologne, Belgique, Norvège, Pays-Bas), et de ceux de la France et de l'Allemagne. |          | Sud  | 2014  | Fonderie Cornille-Havard               |              |
| Marie (petite Marie)                                   | 800 kg                | 90 cm              | sol 3 | |          | Sud  | 1819  | Jean-Baptiste François Philippe Dubosq |              |
| Rose-Françoise (cloche de l’Espérance)                 | 518 kg                | 90 cm              | la 3  | Rosa Stein et Franz Stock |          | Sud  | 2014  | Fonderie Cornille-Havard               |              |
| Total                                                  | Masse : 11,265 tonnes |                    |       | |          |      |       |                                        |              |

| Nom                                     | Masse             | Diamètre à la base en mètre | Note | Parrains et Marraines | Dédicace | Année | Fondeur | Illustration |
| --------------------------------------- | ----------------- | --------------------------- | ---- | --------------------- | --- | ----- | ------- | ------------ |
| Cécile (cloche des Heures ou Le Timbre) | 1 200 kg          | 120 cm                      | do#3 |                       | L'an de Dieu 1727, sous le pontificat de Benoît XIII, sous le règne de Louis XV, le sérénissime prince François-Armand étant évêque de Bayeux, par le vœu du seigneur Raoul chanoine de Danvou, fabricier de l'Église de Bayeux, j'ai été nommée Cécile | 1727  |         |              |
| Total                                   | Masse : 1,2 tonne |                             |      |                       | |       |         |              |

## Protection
La cathédrale est classée au titre des monuments historiques par liste de 1862.

## Groupe épiscopal de Bayeux
Le palais épiscopal originellement au Nord de la cathédrale est confisqué à la Révolution et devient hôtel-de-ville. Claude Fauchet fait alors l'acquisition du palais du Doyen, situé au Sud de la cathédrale. Hérité par son frère, il est racheté par Charles Brault et devient le nouveau palais épiscopal du diocèse de Bayeux puis après 1855 du diocèse de Bayeux et Lisieux. À la suite de la mise en place de la Loi de séparation des Églises et de l'État, l'évêque doit à nouveau quitter sa résidence. Il est aujourd'hui situé au 1 rue Le Forestier.
|                                              |
| Ancienne cour du palais épiscopal de Bayeux. |

|                                              |
| Chapelle épiscopale dans une aile du palais. |

|                                               |
| L'hôtel du Doyen et son porche septentrional. |

| |
| La bibliothèque du chapitre coincée entre la salle capitulaire et la sacristie, au nord de la nef. |

|                                               |
| Maison canoniale au n° 11 rue de la Maîtrise. |

|                                                                                             |
| Le plan de la cathédrale montre au nord les bâtiments organisés autour du cloître canonial. |